# Harcsaszájú-barlang
A Harcsaszájú-barlang önálló barlang volt, de jelenleg a Pál-völgyi-barlangrendszer része. A Duna–Ipoly Nemzeti Parkban lévő Budai-hegységben, Budapest II. kerületében található.

## Leírás
Budapest II. kerületében, a Szépvölgyi út mellett lévő, már nem művelt, rekultivált, parkosított (Szépvölgyi út 162. sz. alatti) pál-völgyi kőfejtő felső művelési szintjének DNy-i sarkában van a barlang látványos, 5×6 m-es bejárata. A kőfejtő alsó fejtési szintjén lévő Bagyura-barlang bejárata felett nyílik a Harcsaszájú-barlang. A kőfejtő mellett parkoló lett kialakítva. A Kolosy térről induló 65-ös és 65A számú autóbuszok megállnak a kőfejtőnél.
A pálvölgyi kőfejtő második leghosszabb barlangja volt. A Bagyura–Harcsaszájú–Kishideglyuk-barlangrendszer leghosszabb barlangja volt. A Harcsaszájú-barlang vízszintes kiterjedése 112 m. Tektonikailag és genetikailag is összefügg a Kis Hideg-lyukkal és a Bagyura-barlanggal. A barlang befoglaló kőzete, a terület többi barlangjaiéhoz hasonlóan, főleg felső eocén, sekélytengeri eredetű mészkő (Szépvölgyi Mészkő Formáció), amelyben gyakran kőzetalkotó mennyiségben vannak nagyméretű egysejtűek (Nummulites, Discocyclina) jellegzetes mészvázai. Tulajdonképpen egy hatalmas törésvonal mentén keletkezett és szorosan egymáshoz kapcsolódó párhuzamos járatok, és az azokhoz kapcsolódó kisebb oldaljáratok, fülkék és termek alkotják. Fő törésiránya 115°–295°.
A barlang a bejárat után egy lépcsőzetesen lefelé haladó teremben folytatódik. A terem végén megfigyelhető az a markáns tektonikai hasadék, amely mentén kialakult a terem. A terem legmélyebb pontján egy vasajtó van, amely alatt folytatódik a barlang. A barlang legnagyobb folyosójába, a jellegzetes, 30 m hosszú és 3–4 m széles Pannónia-folyosóba 8 m magasról lehet leereszkedni, ahol egy régi létramaradvány segíti a lejutást. A Pannónia-folyosó DK-i végéből nyílt az a szűk, baritos átjáró, amely a Bagyura-barlangba vezetett, de ez az átjáró mára beomlott.
A folyosó után ÉNy felé egy hosszabb, töredezett rész kezdődik, melyet omladéktömbök osztanak emeletekre. A Gödör felett áttraverzálva az 5 m mély és csúszós Cseppköves-kürtőn át lehet lemászni. Némi bujkálás után lehet elérni a következő, nagyobb hasadéktermet, amelyet szintén omladéktömbök tagolnak több szintre. A terem főtéjén éles peremű, lógó kőtömbök láthatók. Ezek miatt kapta a Guillotine-terem nevet. Itt található a barlang legmélyebben, 44 m mélyen lévő pontja. A főhasadék másik végpontját egy több szintre osztott, elagyagosodott és elszűkülő hasadék (Malacfürdő) alkotja.
A Guillotine-teremben 5 m-t felmászva és egy szűkületen jobbra átbújva lehet eljutni a félreeső helyen elhelyezkedő és nagyméretű, 4×12 m-es, omladékos Nagy-terembe. A teljes barlangban vannak cseppkőlefolyások, cseppkőbekérgezések és kis függőcseppkövek. A Pannónia-folyosó végében figyelhető meg a barlang legnagyobb állócseppöve. Szórványosan előfordulnak heliktitek is. Leginkább a Pannónia-folyosóba vezető lejtős akna tetején, a folyosó végén és a Cseppkő-kürtő környékén lehet görbecseppkövet találni. Kormozások csúfítják el sok helyen a falakat a barlang belső részein. A Harcsaszájú-barlang a Pál-völgyi-barlangban lévő Vetkőztető-hasadékkal párhuzamosan húzódik. A barlang végpontján található sok agyag kitermelésével a Francia-bánya barlangjainak alsó zónáját lehetne megismerni.

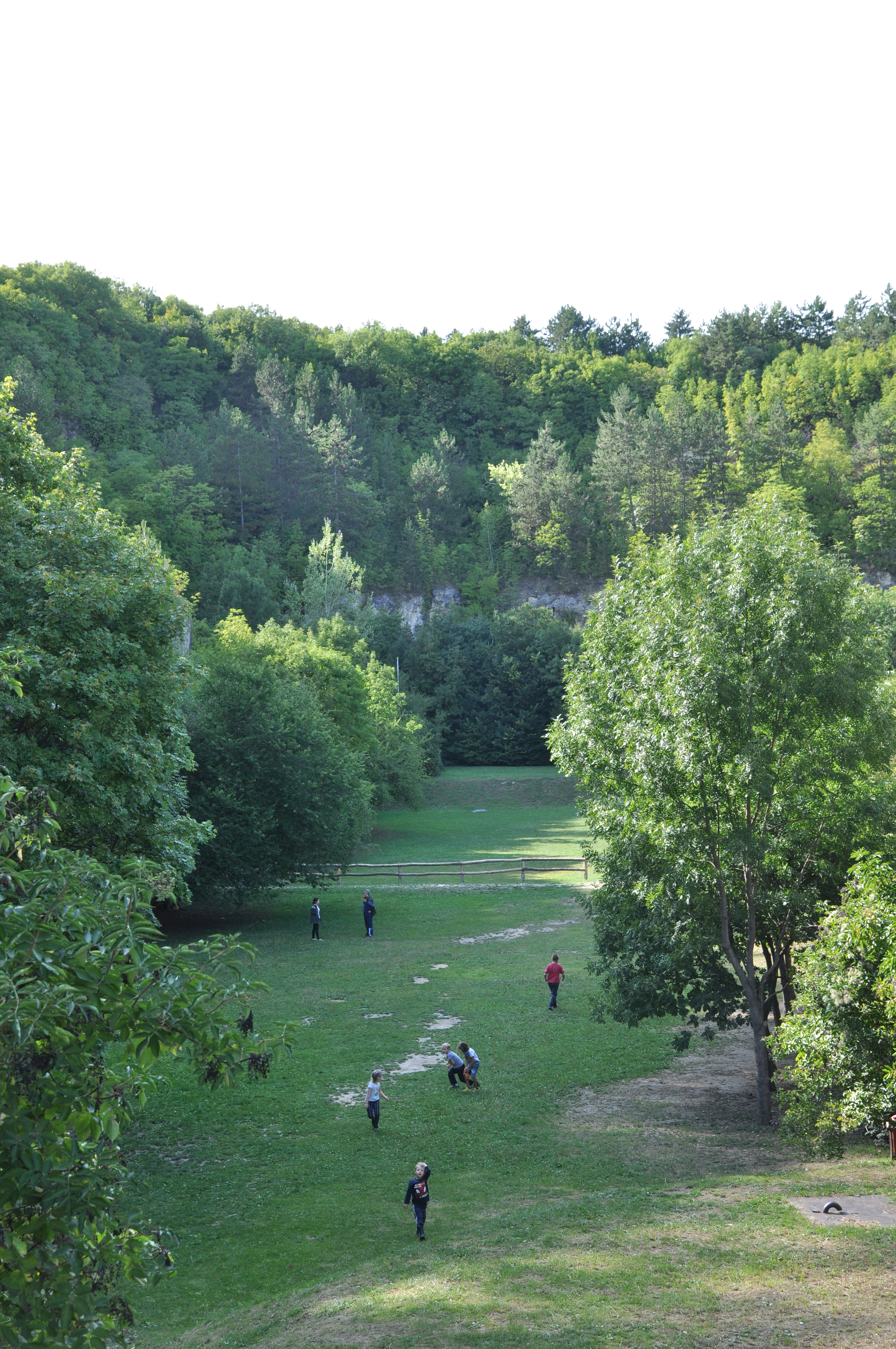
A pálvölgyi kőfejtő, amelynek felső szintjén nyílik a Harcsaszájú-barlang

1919-ben volt először Harcsaszájú-barlangnak nevezve a barlang az irodalmában. Előfordul a barlang az irodalmában Déri-barlang (Borbás 1934), Déry-barlang (Kadić 1920), Déry barlang (Láng 1957), Guggerhegyi-barlang (Pápa 1957), Guggerhegyi barlang (Láng 1957), Harcsa-barlang (Kadić 1919), Harcsa barlang (Láng 1957), Harcsaszáju-barlang (Palánkai 1964), Harcsaszáju barlang (Láng 1957), Harcsaszájú barlang (Barcza, Thirring 1920), Harcsaszájúbarlang (Földváry 1935), Harcsaszájú Cave (Kordos 1977), Harcsaszájú és Bagyura-barlang (Kordos 1984), Kőfejtő-barlang (Kordos 1984), Látó-hegyi-barlang (Bertalan, Schőnviszky 1976), Látóhegyi-barlang (Borbás 1934), Látóhegyi barlang (Barcza, Thirring 1920), Öreg-barlang (Kadić 1920), Öreg barlang (Láng 1957) és Róka-barlang (Kordos 1984) neveken is.

## Kutatástörténet

### 1913–1938
A Turisták Lapja 1913. évi évfolyamában megjelent dolgozatban az olvasható, hogy a pál-völgyi kőfejtő 30 évesnél fiatalabb. Déry József volt az első, aki 1902. április 27-én a Szépvölgyi úton Pfinn Józseffel sétálva, a kőbánya előtti bányaőri lak előtt található kis kertben földbe szúrt és virágok felfuttatására használt pálcaalakú cseppkövekből barlang létezésére következtetve, erről az őrnél azonnal érdeklődött, majd az őr által vezetve, póznákra kötözött gyertyák fényének segítségével a bánya Ny-i sarkában tátongó hatalmas, tölcsérszerű bejáratú barlangba leereszkedett, és a barlangban látott cseppkőfüggyöny szépségén fellelkesülve a turisták figyelmét felhívta a barlangra, majd pár nap múlva (1902. május 11-én) a barlangot a barlang iránt érdeklődő Jordán Károlynak megmutatta. Ebben az időben a pál-völgyi kőfejtőben a Jordan-barlang bejárata, az előbb ismertetett és Bekey Imre Gábor által elnevezett Déry-barlang, valamint a Déry-barlanggal egyazon repedési síkban, de sokkal lejjebb található Bagyura-barlang bejárata voltak ismertek. Elsősorban Jordán Károly vezetésével kezdődött el a három barlang szakszerű átvizsgálása.
A kimélyített kőbánya legszélső, Ny-i szárnyában a felszínnel majdnem egy szintben tátong egy hatalmas üreg (Déry-barlang), amely be van deszkázva. A harminc évvel ezelőtt elkezdett robbantások először ezt a barlangrészt tárták fel. Bekey Imre Gáborék a 3 m magas, ferdén befelé hajló deszkapalánk óvatos megmászása után hatalmas, meredeken lefelé lejtő, gyönyörű sziklatölcsérbe ereszkedtek le, amelynek felső falait és cseppköveit sötétzöld moszat díszíti. A tölcsér kb. 20 m hosszú és feneke lépcsőzetesen mélyül. Az első lépcsőtől jobbra, É-ra a tölcsér irányával párhuzamosan haladó magas, de szűk és rövid folyosó bejárata látható, amelyben 8 m-t haladva egy merőleges és 5 m magas fal elé jutottak. Ennek megmászása után egy kényelmetlenül alacsony és szűk, cseppkőképződményekkel sűrűn borított odúba, az Ebédlőbe lehet bújni, ahonnan a túlsó oldalon egy merőleges és szűk kürtőn keresztül kötél segítségével megint az előbb elhagyott folyosóba lehet visszajutni.

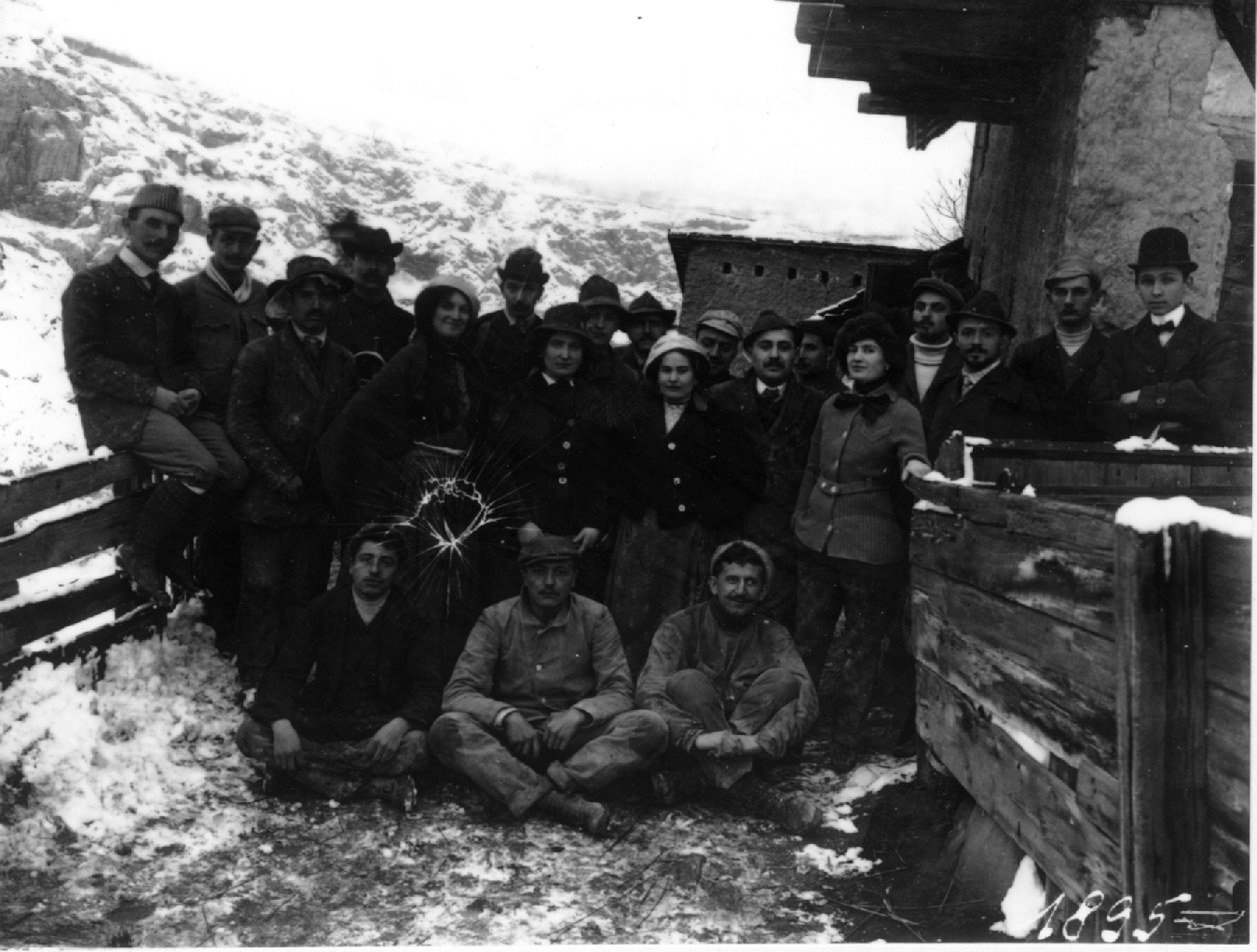
Kirándulók a pál-völgyi kőfejtőben lévő bányaőrháznál 1910-ben

A nagy sziklatölcsérbe megint belépve, a második lépcsőn leereszkedve a végén 0,5 m-re szűkült sziklafalak között a járat alján nyíló és nagyon keskeny, vízszintes és 5 m hosszú, a közepén könyöklő csatornán kell beljebb menni. A csatorna előtt halmozódik fel a tölcsér alján leguruló és a mennyezetről lehulló sok, éles törmelék. Ezért a nyílás teljesen be fog temetődni. A lejutás előtt már jelenleg is ki kell először mindig kotorni, de így is annyira szűk a csatorna, hogy csak oldalfekvésben lehet rajta átpréselődni, és a legóvatosabb mozdulatok ellenére is leszakad a ruha az emberekről és lehorzsolódik a bőr a vállakról.
A csatorna egy kis odúhoz csatlakozik, amelynek fenekén egy szépen kifejlett, nagy sztalagmit derekára erősítve a kötelet és a hágcsót, először egy ferde, majd egy mélyen alámosott és függőleges falon 8 m mélyre kell egy magas folyosóba leereszkedni. A folyosón Ny-ra 15 m-t haladva látható a fal jobb oldalán egy függönyszerű cseppkőfalrész és egy gyönyörű, tündöklően fehér sztalagmit. A sztalagmit tele van apró, kagylószerűen kiképzett vízmedencékkel. Az egyikbe több mint 8 éve egy kétfillérest tettek, de az nem vonódott be a mai napig. A barlangnak ebben a részében még teljesen épen megmaradtak a cseppkőképződmények, mert ezt a barlangot (hiába ismerik legrégebben) a fárasztó és veszélyes lejutás miatt eddig kevés turista látogatta. Eddig csak egy hölgy merészkedett ide, Jordán Károlyné, aki félelem nélkül, férjével vetélkedve vett részt a kutatásokban.
A folyosó bal oldalán a fenék lemélyül és 5–6 m után egy magas, de keskeny ágban ér véget. Ennek az ágnak bal oldali falán, közel a mennyezethez van egy csatornaszerű, szűk párkány, amelyen hason átcsúszva egy hasadék elé lehet jutni, amelynek fala tele van hófehér, borsós cseppkőképződményekkel. Ebben a folyosóban a fényképezéskor, melyet sok magnéziummal végzett Bekey Imre Gábor, ijesztő, de mulatságos eset történt vele. A magnéziumpor felvillanásakor keletkezett hatalmas levegőrázkódástól a mennyezetről a nyakába esett valami nehéz dolog. A sötétben kőhullásnak gondolta, de a szemét verdeső ezernyi denevér jelenlétéből rájött a hullás eredetére. Amíg társa gyufát gyújtott, addig csúnyán összemarták a megrémült állatok. A Déry-barlangnak eddig csak a fent felsorolt részei ismertek, de kétségtelen, hogy szorgosabb kutatással sok folyosót és termet lehet a barlangban felfedezni.
A Déry-barlang folyosója, a leszállás környékén egy kürtővel (nemrég) össze volt kötve az alatta lévő Bagyura-barlanggal, de ezt az utat betemette a kőhullás. A Bagyura-barlangban lévő egyik folyosón keresztül (térden mászva és kúszva), nemrég át lehetett menni a Déry-barlangba. A Déry-barlangtól sokkal lejjebb helyezkedik el a Bagyura-barlang. A tanulmányba bekerült a Déry-barlang hosszmetszet térképvázlata, amelyet Bekey Imre Gábor rajzolt. A publikációban látható négy olyan fénykép, amelyek a Harcsaszájú-barlangot mutatják be. Az első fényképen a barlang lejárata a tölcsérben, a másodikon a barlangban lévő cseppkőfüggöny és fehér sztalagmit, a harmadikon a Kápolna felé vezető út, a negyediken pedig az Ebédlőbe történő leereszkedés figyelhető meg. A négy fekete-fehér fényképet Bekey Imre Gábor készítette.

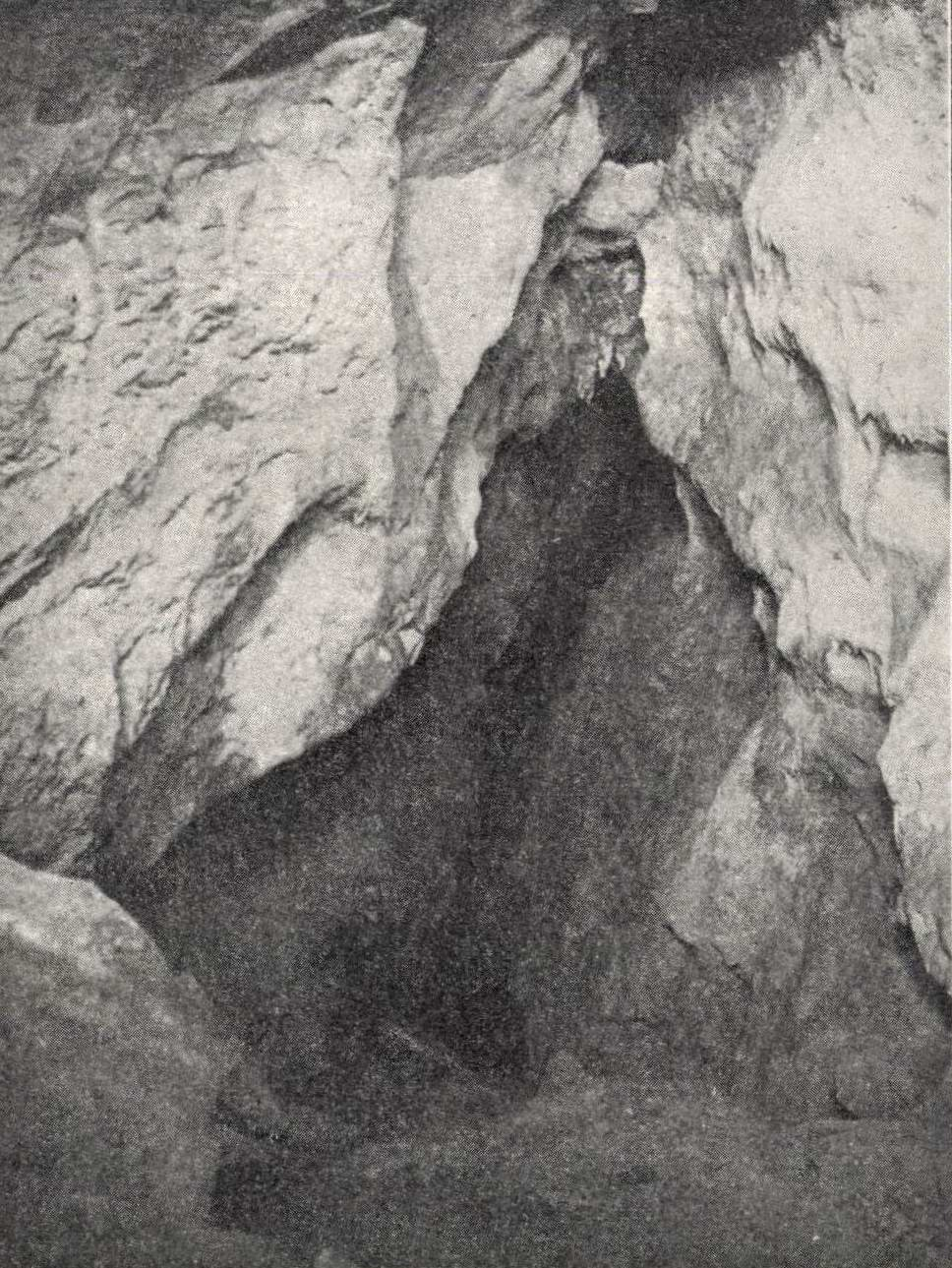
Harcsaszájú-barlang. Lejárat a tölcsérben (a fényképet Bekey Imre Gábor készítette)

Az 1919. évi Barlangkutatásban publikált, Kadić Ottokár által írt jelentésben meg van említve, hogy a Pál-völgyi-barlang kutatásának befejezése után, 1919-ben került sor a többi pál-völgyi és Budapest vidéki barlang, például a Harcsa-barlang tanulmányozására és felmérésére. A Harcsa-barlang felmérését a Pannonia Turistaegyesület Barlangkutató Szakosztály tagjai (Frölich Árpád, Bagyura János, Jilek Antal, Som Imre, Ruzitcska Gyula, Pürner József, Frei Hermán és mások) segítették. A barlangban jelenleg is folyik a kutatás.
Az 1919. évi Barlangkutatásban lévő, Scholtz Pál Kornél által írt beszámolóban szó van arról, hogy 1904. június 23-ig, a Pál-völgyi-barlang felfedezéséig a kőbányában csak a nagy bejáratú Harcsaszájú-barlang volt ismert. Lóczy Lajos megbízásából Kadić Ottokár felméréseket végzett a pál-völgyi kőbánya barlangjaiban, és ebben a munkában a Pannónia Turista-Egyesület Barlangkutató Szakosztálya támogatta Kadić Ottokárt. Ekkor kutatás és felmérés történt a Harcsaszájú-barlangban. A barlangok felmérésénél a szakosztály tagjai (Frölich Árpád, Bagyura János, Jilek Antal, Som Imre, Ruzitska Gyula, Pürner József, Frei Hermann és mások) segédkeztek.
A Természet 1920. évi évfolyamában meg van említve, hogy a pál-völgyi barlangok nem régóta ismertek. Felfedezésük és feltárásuk rövid történetét Bekey Imre Gábor vázolta fel a Turisták Lapja 1913. évi évfolyamában. Bekey Imre Gábor szerint Déry József volt az első, aki 1902. áprilisban, a Szépvölgyi úton sétálva az ott lévő kőbánya őrétől azt az információt kapta, hogy barlang van a kőfejtő Ny-i sarkában. Déry József az őr segítségével még aznap leereszkedett a nagy bejáratú üregbe, és az abban látott cseppkőfüggöny szépségén fellelkesülve, felhívta erre a barlangra a turisták figyelmét.
Az 1920. évi Turistaság és Alpinizmusban kiadott és Kadić Ottokár által írt publikáció egyes részei előzetes ismertetésként megjelentek A Természet 1920. évi évfolyamában. A Turistaság és Alpinizmusban lévő cikkben az van írva, hogy a pálvölgyi barlangokat nem régóta ismerik. Felfedezésük és feltárásuk rövid történetét egyik dolgozatában Bekey Imre Gábor írta le (1913). Szerinte Déry József volt az első, aki 1902-ben, a kőbánya Ny-i részében található nagy bejáratú barlangról (Déry-barlang, Öreg-barlang, Harcsa-barlang) tudomást szerezve, a bánya őrével bejárta azt. A benne látott cseppkövek szépségén fellelkesült és felhívta a turisták figyelmét a barlangra. 1914-ben turistatársaság kirándult a pálvölgyi kőbányába, hogy felkutassa annak addig megismert üregeit.
Fröhlich Árpád, a Pannónia TE elnöke szerint a pálvölgyi barlangok leginkább kémény- és repedésmászás gyakorlására alkalmasak. Simaságuk, nedvességük és sárosságuk annyira megnehezítik a sziklákon a mászást, hogy csak nagyon óvatosan lehet falat mászni bennük. Biztos, jó fogást csak a friss repedések és törések, esetleg cseppkőképződmények vagy cseppkővel bevont (cementált) kisebb-nagyobb kődarabok nyújtanak. Általában a fogások és az állások teljesen simák és kifelé lejtenek, ezért kevés biztonságérzetet nyújtanak. Ennek ellenére azonban nagyon érdekes és szép mászótúra pl. a Déry-barlangban a Nagyfal és a tölcsér felső harmadában, a bejárattól balra lévő függőleges kéménysorozat.
Az 1920-ban publikált, Barcza Imre és Thirring Gusztáv által írt útikalauzban szó van arról, hogy a Pál-völgyi-barlangon kívül a pál-völgyi kőbányában nyílik néhány kisebb barlang és sziklaüreg. A kőbánya Ny-i sarkában két üreg (a Látóhegyi barlang és a Kőbánya-barlang) található, amelyek egymás felett jöttek létre. A Látóhegyi barlang (Öreg-barlang, Déry-barlang, Harcsaszájú barlang), melyet Déry József fedezett fel 1902-ben, hatalmas bejárata már messziről, a Szépvölgyi útról is észrevehető. Tölcséralakú külső része meredeken a Látó-hegy alatti mélységbe vezet. A tölcsér legmélyebb részét elérve nagyon szűk, de rövid szoroson kell átvergődni és akkor egy belső hasadékba lehet jutni. Innen kötélen, meredek és mély falon, a Déry nagy falon leereszkedve elérhető egy DK-ről ÉNy-ra tartó, magas és 34 m hosszú folyosó, melynek ÉNy-i végét szebbnél-szebb cseppkőképződmények ékesítik. Ettől a cseppköves üregtől kezdve a folyosó némileg Ny-ra fordul és 20 m után vége van. Nagy kőtömbök töltik ki a folyosónak ezt a részét, végén szép cseppköves üreg fekszik.
A Bagyura-barlang közvetlenül a Harcsaszájú-barlang alatt, ugyanannak a repedésnek mélyebb részén jött létre. A két barlang állítólag egy szűk, jelenleg eltömődött hasadékkal kapcsolódik egymáshoz. A két barlang szomszédságában van a Pálvölgyi-sziklaüreg. A pálvölgyi barlangok leginkább kémény- és repedésmászás gyakorlására alkalmasak. Simaságuk, nedvességük és sárosságuk annyira megnehezítik a sziklákon a mászást, hogy csak nagyon óvatosan lehet falat mászni bennük. Biztos, jó fogást csak a friss repedések és törések, esetleg cseppkőképződmények vagy cseppkővel bevont (cementált) kisebb-nagyobb kődarabok nyújtanak. Általában a fogások és az állások teljesen simák és kifelé lejtenek, ezért kevés biztonságérzetet nyújtanak. Ennek ellenére nagyon érdekes és szép mászótúra pl. a Látóhegyi barlangban a Nagyfal és a tölcsér felső harmadában, a bejárattól balra található függőleges kéménysorozat.

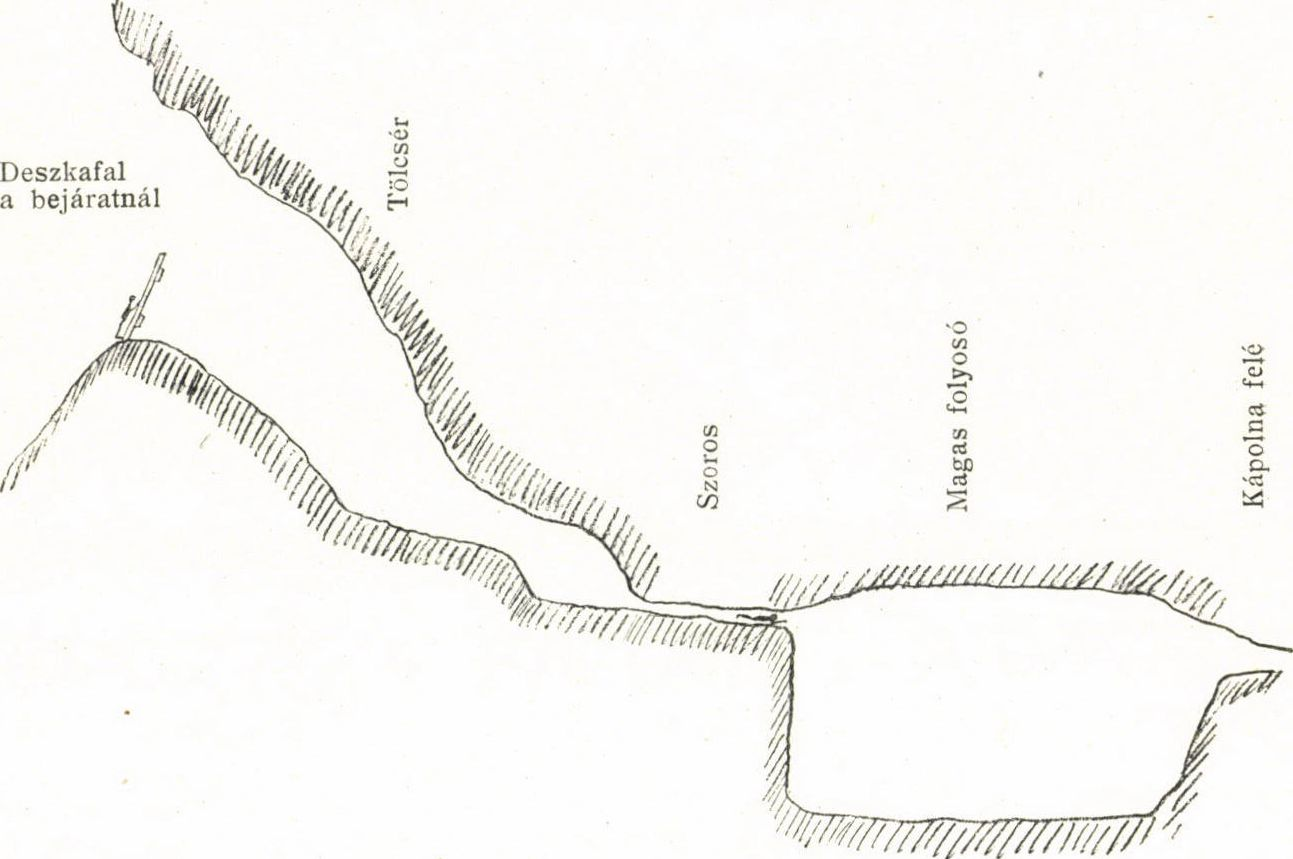
A Harcsaszájú-barlang hosszmetszet térképvázlata (a rajzot Bekey Imre Gábor készítette)

Az 1921. évi Barlangkutatás szerint Kadić Ottokár 1921-ben, Tasnádi Kubacska András és a szakosztály tagjainak segítségével felmérte a pál-völgyi kőfejtő udvarát, majd elkészítette a kőfejtő részletes térképét. A térképen jól láthatók a pál-völgyi barlangok bejáratai, hasadékai és az itt feltárt rétegek tektonikai és rétegtani viszonyai. Ebben az évben befejeződött a pál-völgyi kőfejtőben lévő Harcsaszájú-barlang részletes leírása, amely jelenleg sajtó alatt van, és meg fog jelenni folyóiratban nyomtatásban. Az 1924-ben megjelent, Budapest Duna-jobbparti környéke című kiadványban meg van ismételve az 1920-ban publikált könyv Látóhegyi barlangot (Öreg-barlang, Déry-barlang, Harcsaszájú barlang) bemutató része.
Az 1930. évi Turistaság és Alpinizmusban lévő, A Pálvölgyi barlang negyedszázados múltja című tanulmányban meg van említve, hogy eleinte csak a Harcsaszájú-barlang volt ismert a kőbányában található barlangok közül, míg a többi üreg kiterjedését senki sem ismerte. Az 1932-ben napvilágot látott, Dudich Endre által írt könyvben, a Budai-hegység barlangjait ismertető részben meg van említve a Látóhegyi barlang, amelynek másik neve Déry-barlang. A könyv barlangra vonatkozó része 2 irodalmi mű alapján lett írva.
Az 1934. évi Barlangvilágban publikált, Borbás Ilona által írt tanulmány szerint a pál-völgyi kőbánya falában a Pál-völgyi-barlang bejáratán kívül sok kisebb barlangbejárat van, leginkább a bánya Ny-i és ÉNy-i részén. A kőfejtő Ny-i falában nyílik a Látóhegyi-barlang (Déri-barlang). A barlang bejárata a Szépvölgyi útról is látható. Folyosója a Látó-hegy alá nyúlik. ÉNy–DK irányban halad és egy kb. 34 m hosszú, magas, felsőszakasz jellegű folyosóból áll. Cseppkő csak az ÉNy-i végén van, ahol Ny-ra fordul a folyosó, majd nagyon elkeskenyedik, és festői, cseppköves üregben végződik. A Kőbánya-barlang a Látóhegyi-barlang alatt van és azzal párhuzamosan halad. Az 1935. évi Erdészeti Lapokban szó van arról, hogy a pál-völgyi kőbányából nyíló Látóhegyi barlang (melyet Öreg-barlang, Déry-barlang, Harcsa-barlang és Harcsaszájúbarlang néven is ismernek) és a Kőbánya-barlang ugyanabban a hasadékban alakultak ki. A Látóhegyi barlang bejárata már a Szépvölgyi útról látható. A Látó-hegy alá vezető tölcsér után egy 34 m hosszú folyosó következik, melynek falát cseppkőképződmények díszítik.

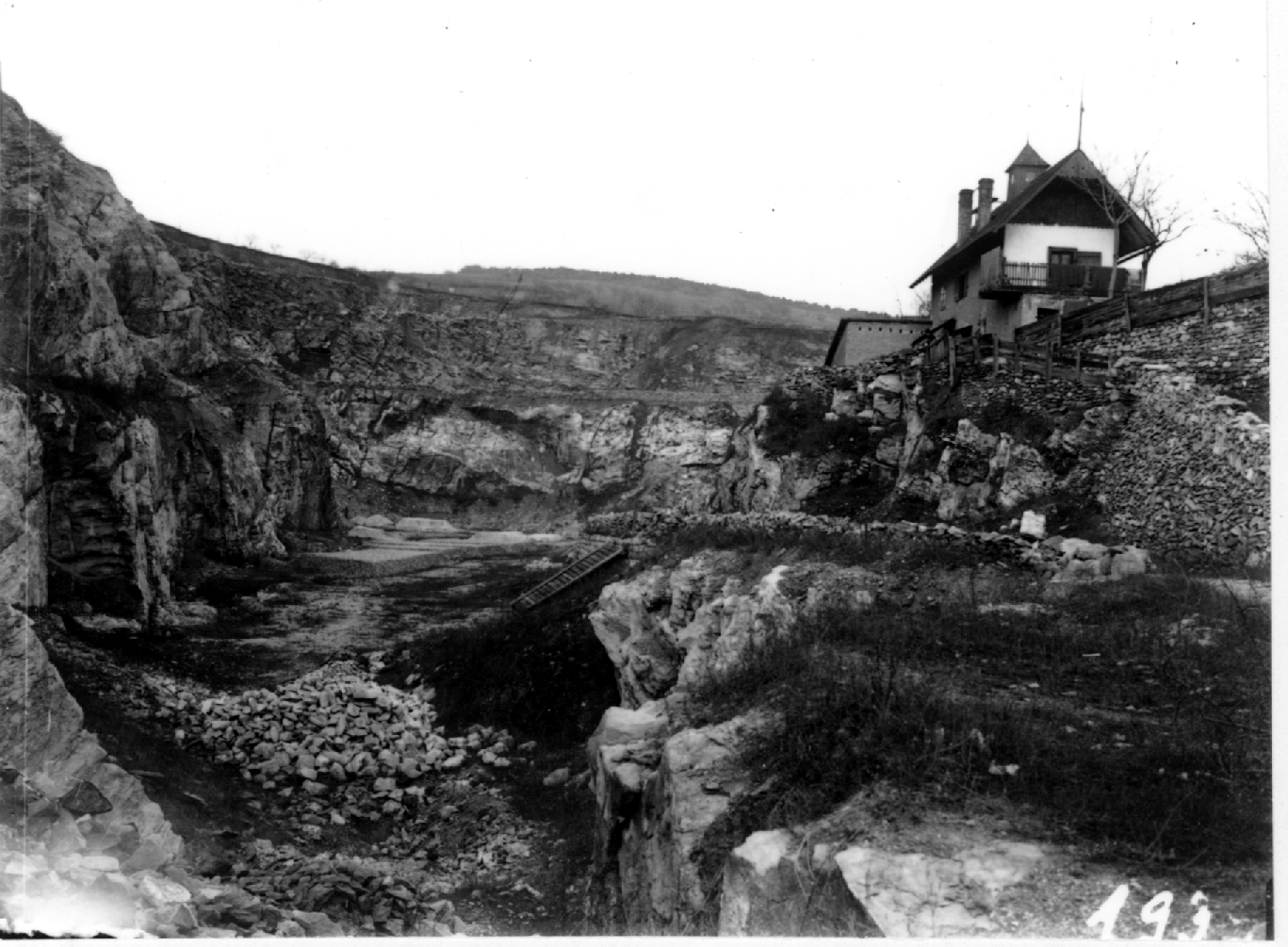
A Harcsaszájú-barlang bejáratának helyet adó kőbánya 1910-ben (Bekey Imre Gábor fényképe)

A Természettudományi Közlöny 1936. évi évfolyamában lévő, Jaskó Sándor által írt tanulmányban meg van említve, hogy a Pál-völgyi-barlang kőfejtőjében, illetve a Mátyás-hegy oldalában sok kisebb-nagyobb üreg nyílik a Pál-völgyi-barlangon kívül. A nevezetesebbek közé tartozik a Harcsaszájú-barlang. A pálvölgy–rózsadombi barlangvidéken az egyes barlangok nem függnek össze egymással, a pál-völgyi barlangcsoportot a nagy távolságon kívül még a közbesüllyedt budai márga is elválasztja a Szemlő-hegy és Ferenc-hegy tömbjétől. A pál-völgyi barlangcsoport legmélyebb járatainak vízszintes feneke valószínűleg a 150–160 m tszf. magassági szintbe illeszkedik. A pálvölgy–rózsadombi barlangvidék barlangjainak egyik csoportja (Szemlő-hegyi-barlang és pál-völgyi barlangok) 170 m és 210 m tszf. magasság között alakult ki. A publikációban van egy földtani térkép, amely a pálvölgy–rózsadombi barlangvidéket mutatja be. A térképen látható a pál-völgyi barlangok bejáratainak és járatainak földrajzi elhelyezkedése. A térképen valószínűleg a Harcsaszájú-barlang is szerepel.
Az 1937-ben megjelent és Szeghalmy Gyula által írt könyvben szó van arról, hogy a Pál-völgyi-barlang kőfejtőjében, illetve a Mátyás-hegy oldalában a Pál-völgyi-barlang bejáratán kívül sok barlangszáj sötétlik. Itt van a Mátyás-hegyi-barlang, a Hideglyuk-barlang, a Bagyura-barlang és a Harcsaszájú-barlang, amelyeknek járataik nummuliteszes mészkőben keletkeztek. Ennek a négy barlangnak az ismert hossza együtt kb. 500–600 m. Minden bizonnyal összekapcsolódnak mélyen lévő részeik a velük egyszerre, ugyanabban a kőzetben, ugyanolyan viszonyok között keletkezett pálvölgyi barlangcsoporttal.
Az 1938-ban megjelent, A Rózsadomb és környéke barlangjai című kiadványban az van írva, hogy Budapest barlangvidéke a rózsadomb–zöldmáli barlangpark. Idetartozik három nagyméretű, páratlan barlang, a Pál-völgyi-barlang, a Szemlő-hegyi-barlang és a Ferenc-hegyi-barlang, illetve három kisebb barlang, a Látóhegyi-barlang, a Kőbánya-barlang és a Mátyás-hegyi-barlang. A Turisták Lapja 1938. augusztus–szeptemberi számából megtudható, hogy Kadić Ottokár a Rózsadomb és Vidéke Egyesület legutóbbi ülésén előadást tartott, melyen elhangzott, hogy a rózsadomb–zöldmáli barlangrendszerhez három nagy barlang (Pál-völgyi-barlang, Szemlő-hegyi-barlang, Ferenc-hegyi-barlang) és három kisebb barlang (Látóhegyi-barlang, Kőbánya-barlang, Mátyás-hegyi-barlang) tartozik.

### 1948–1966

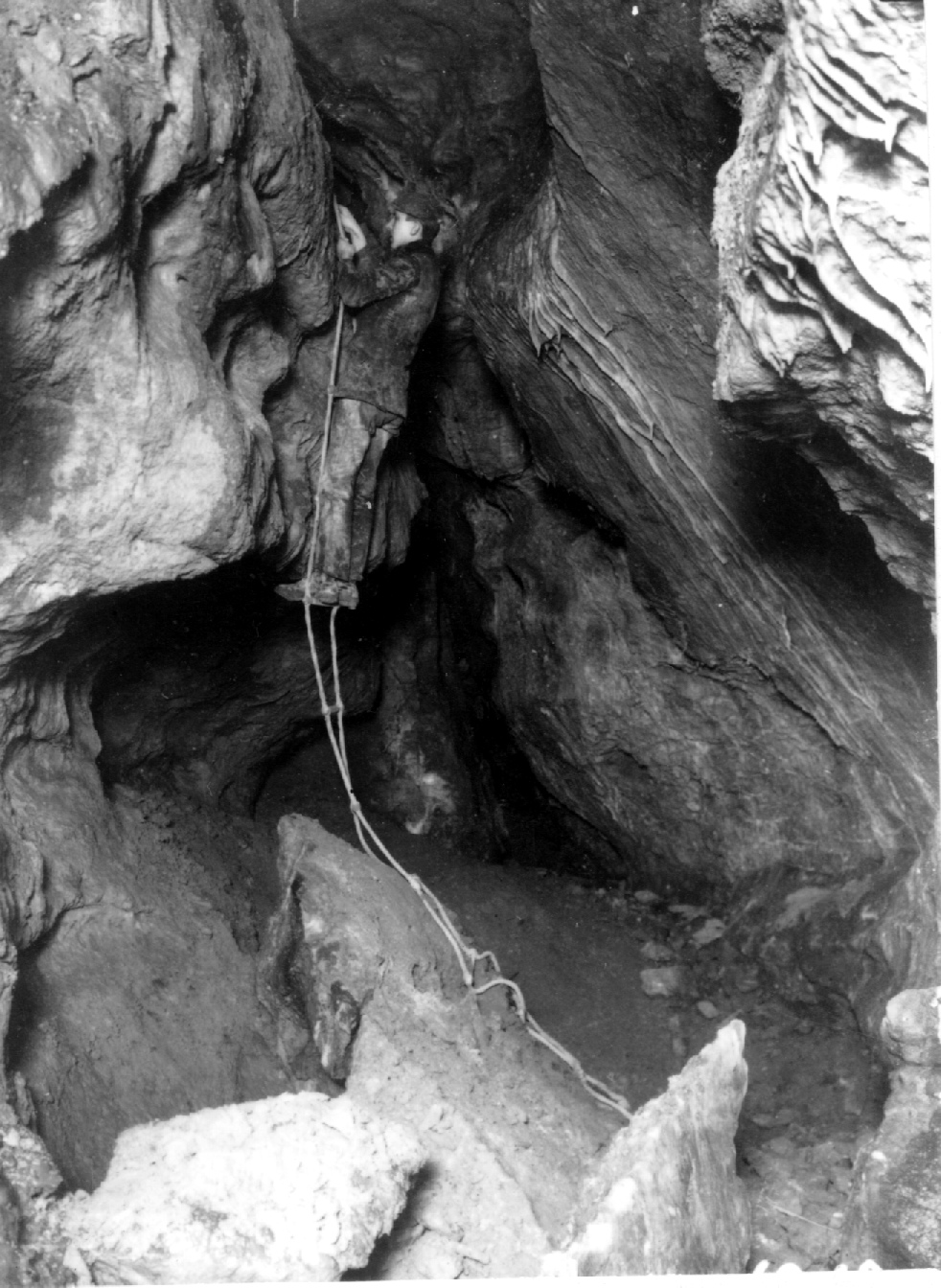
Részlet a Harcsaszájú-barlangból (a fényképet 1910-ben Bekey Imre Gábor készítette)

Az 1948-ban kiadott, Szegő István által írt útikönyvben lévő Pál-völgyi-barlang leírásban meg van említve, hogy a Pál-völgyi-barlang többi része: a Harcsa száj, a Kőbánya-barlang, a Fehérterem, a Hideg-barlang és a Jordán megtekintése csak nagyon gyakorlott turistáknak ajánlott.
Az 1957. évi Karszt- és Barlangkutatási Tájékoztatóban található, Láng Gábor által írt összefoglalásban az van írva, hogy a pálvölgyi kőfejtőben a főbarlangon (Pál-völgyi-barlang) kívül több olyan üreg, sőt üregrendszer van, amelyek felmérése, kutatása eddig el lett hanyagolva. Ezek összhossza kb. 420–430 m. Ezek az üregek a főbarlanggal azonos földtani keretbe sorolhatók. Felső eocén nummuliteszes mészkő és bryozoás márga rétegösszletében lévő kb. ÉK–DNy, illetve ÉNy–DK csapású kőzetrésrendszerek mentén az egykori termák oldó hatására jöttek létre. Fejlődésük két szakaszra különíthető. A pálvölgy környéki mészkőrögben egységes vízrendszer és üreghálózat keletkezett, majd utólagos szerkezeti mozgások metszették el a már létrejött járatokat, tehát mintegy szétdarabolódott a termális karszt. A jelenlegi kiterjedést leginkább ezek a vonalak határozzák meg, melyek legtöbbször mint omlások (törmeléklabirintusok) alakjában vannak jelen.
A kőfejtő és az említett kisebb üregek felmérése és földtani értékelése alapján Láng Gábor ismertette a 6 jelentősebb barlang topográfiai, méret és földtani adatait. A Harcsaszáju barlang további nevei Látóhegyi barlang, Déry barlang, Öreg barlang, Guggerhegyi barlang és Harcsa barlang (Bertalan Károlytól átvett adatok). 215,3 m tszf. magasságban van a bejárata a 211 m hosszú, 30 m mély, 112 m vízszintes kiterjedésű és átlag 2 m széles barlangnak. A kőbánya felső szintjén nyíló barlangnak bryozoás márga és nummuliteszes mészkő a befoglaló kőzete. A barlangot preformáló fő törésirány 115°–295°. A barlangban mért rétegdőlés 350°/250°. Képződményei: sok cseppkő, recens kalcit. Kitöltése agyag és kőtörmelék.
A Leél-Őssy Sándor által írt, az 1957. évi Földrajzi Értesítőben lévő tanulmányban meg van említve, hogy a Pál-völgyi-barlang kőfejtőjében, nummuliteszes mészkőben, a Pál-völgyi-barlangon kívül vannak még kisebb-nagyobb, hévizes keletkezésű, jelenleg már száraz barlangok, melyek minden bizonnyal eredetileg a Pál-völgyi-barlanghoz kapcsolódtak. Ezek közül legnagyobb méretű a messziről is jól látható, hatalmas bejáratú Harcsaszájú-barlang (Déry-barlang). A Déry-barlang 100 m-nél hosszabb, szintkülönbsége 40 m-nél több. Ebben a szűk, nagyon nehezen járható, leginkább aknajellegű barlangban (főleg az alsóbb részein) nagyon szép és nagyarányú cseppkőképződmények figyelhetők meg. A Pál-völgyi-barlanghoz és a Harcsaszájú-barlanghoz képest a többi, pálvölgyi barlang (Bagyura-barlang, Bekey-barlang és még több kisebb üreg) sokkal kisebb méretű. Az 1957-ben kiadott, Pápa Miklós által írt útikalauz szerint Bekey Imre Gábor sokat foglalkozott barlangkutatással, főleg a pál-völgyi barlangokkal. A Pál-völgyi-barlangot magába foglaló kőbányában a Pál-völgyi-barlangon kívül még több barlang nyílik, pl. a Guggerhegyi-barlang (Öreg-barlang, Déry-barlang, Harcsaszájú-barlang), melyet Déry József fedezett fel 1902-ben. Közvetlenül alatta van a Bagyura-barlang. Az utóbbi két barlang mellett van a Pál-völgyi-sziklaüreg.

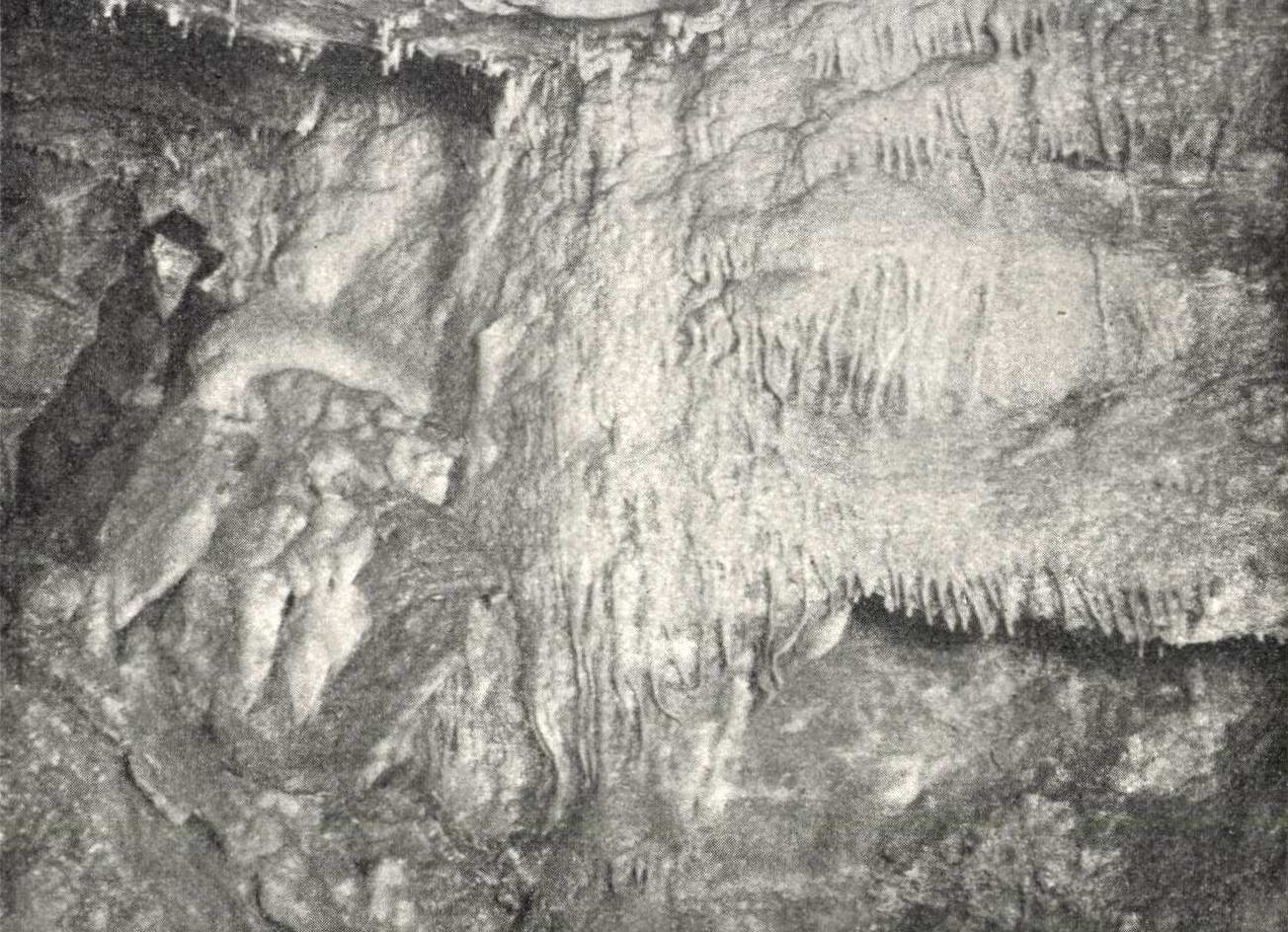
Cseppkőfüggöny és fehér sztalagmit a Harcsaszájú-barlangban (Bekey Imre Gábor 1913-ban publikált fényképe)

Az 1958-ban megjelent, Budapest természeti képe című könyvben szó van arról, hogy különösen a Mátyás-hegy és a Pálvölgy barlangjai nevezetesek szép cseppköveikről. A mátyás-hegyi és pál-völgyi barlangokban, valamint kőbányákban a fennőtt baritkristályokat és tömött baritkérgeket a pirit kockás kristályai, fészkei és halmazai kísérik. Mellette ott láthatók a vörös vasokker és limonit fészkei, amelyek a pirit átalakulásából jöttek létre. A Mátyás-hegyi-barlanggal és a többi kisebb-nagyobb üregrendszerrel együtt a Pálvölgy környéki barlangok hossza sokkal több 3 km-nél. A Pál-völgyi-barlang kőfejtőjében elhelyezkedő többi, kisebb barlang is hévizes eredetű és valószínűleg összefüggtek a Pál-völgyi-barlanggal. Legnagyobb közülük a Harcsaszájú-barlang (Déry-barlang), amely Leél-Őssy Sándor szerint 100 m-nél hosszabb és kb. 40 m mély. Tág bejáratából szűk aknák és folyosószerű részek vezetnek lefelé. Szép cseppkövek vannak benne. A Harcsaszájú-barlangnál kisebbek a Bekey-barlang és a Bagyura-barlang.
Az 1959-ben napvilágot látott, Budapest természeti földrajza című kiadvány szerint a Pál-völgyi-barlang közvetlen közelében, ugyanannak a kőfejtőnek az oldalában mint amelyikben a Pál-völgyi-barlang nyílik, van még néhány kisebb-nagyobb barlang. Ezek között van a messziről is jól látszódó, tág bejáratú Déry-barlang (Harcsaszájú-barlang). Nemcsak a bejárata nagy, hanem méreteiben is a budai hat legnagyobb barlang után következik. A Harcsaszájú-barlang kb. 100 m hosszú. Emellett elég tekintélyes függőleges kiterjedése is, amely 40 m-nél nagyobb. Nummuliteszes mészkőben jött létre. A földkéreg hasadékain feltörő hévizek oldották ki. Főleg nagyon szűk, függőleges és kényelmetlenül járható aknákból, valamint kisebb mértékben vízszintes járatokból áll.

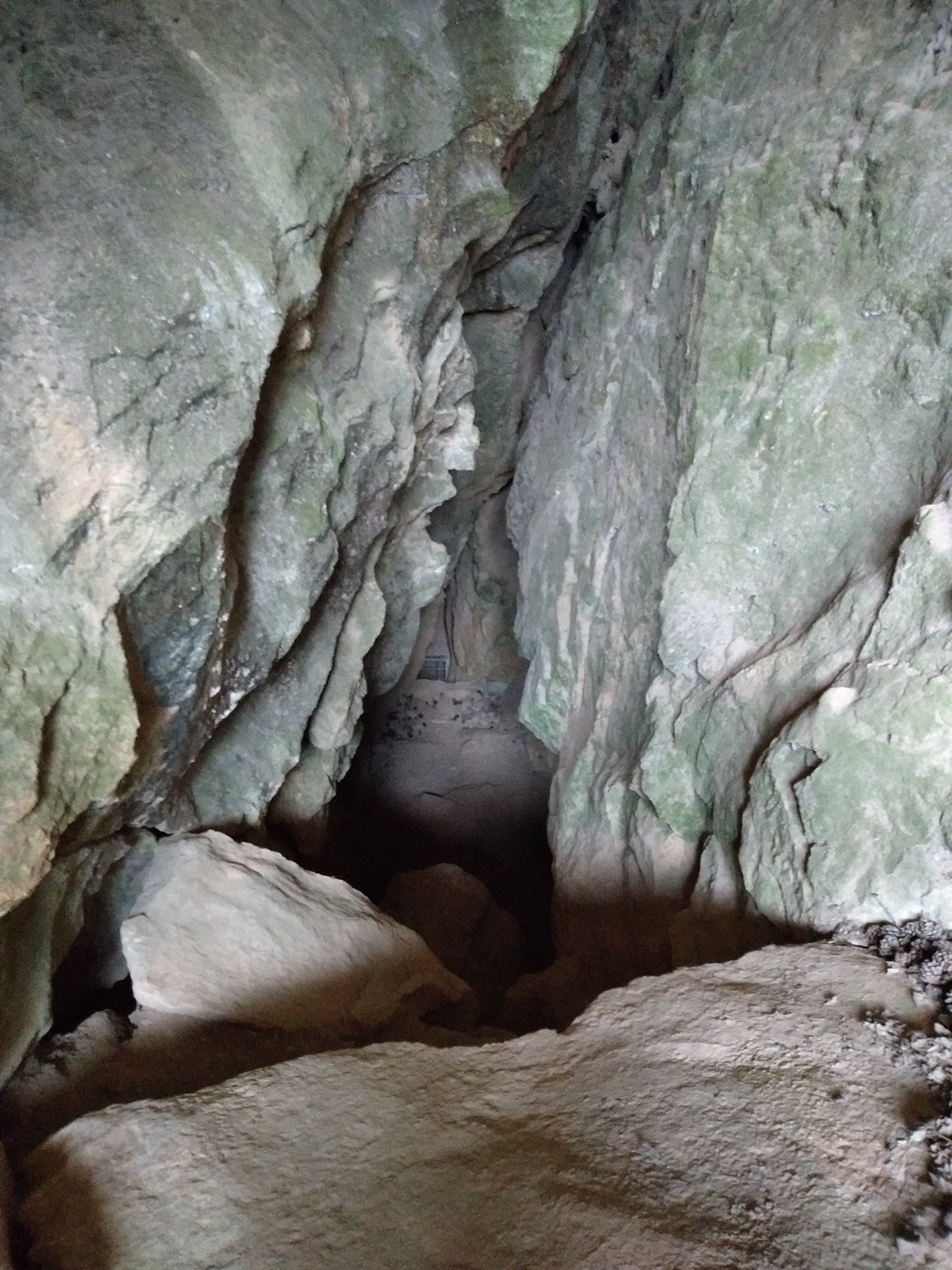
A Harcsaszájú-barlang bejárati része

Jelenleg már ez a barlang is sokkal magasabban van a karsztvízszintnél, és mivel száraz barlang lett, ezért ennek megfelelően pusztul. Eltömődésében, amely különösen a barlang alsóbb részein figyelhető meg, szerepet játszik a sok cseppkő, amelyek szép formájúak. Ebben is hasonlít a Pál-völgyi-barlanghoz, amellyel valamikor minden bizonnyal össze is függött. A Bagyura-barlang a Harcsaszájú-barlanghoz hasonlóan jött létre és a Harcsaszájú-barlanghoz hasonló a formakincse. A Bagyura-barlang ugyanabban a kőfejtőben nyílik, mint amelyikben a Harcsaszájú-barlang bejárata van. A Mátyás-hegyi-barlang egykor valószínűleg összefüggött a közelében lévő Pál-völgyi-barlanggal, vagy esetleg a Pál-völgyben található sok barlang közül eggyel, vagy többel is. A Budapest környékén lévő kb. 50 barlang közül 6 hosszabb 500 m-nél és ezeken kívül még két barlang hosszabb 50 m-nél, a Harcsaszájú-barlang és a Bagyura-barlang. Ez utóbbi kettő a Pál-völgyi-barlang mellett helyezkedik el.
A Móricz Zsigmond Gimnázium Földrajzi Szakköre Barlangkutató Csoportja 1963-ban járt a Budai-hegységben lévő Harcsaszájú-barlangban. Az 1964. évi Karszt- és Barlangkutatási Tájékoztató 4. füzetében meg van említve, hogy az Óbudai Szeszgyár Kinizsi SK Barlangkutató Csoportja 1963-ban végzett feltáró munkát a barlangban. Az 1964. évi Karszt- és Barlangkutatási Tájékoztató 5–6. füzete szerint az Óbudai Szeszgyár Kinizsi Barlangkutató Csoportja 1963 áprilisában, a pálvölgyi kőfejtőben elhelyezkedő, több évtizede eltömött Déry-barlangot, ismertebb nevén Harcsaszáju-barlangot (Kessler Hubert útmutatása alapján) kibontotta, és megint járhatóvá tette. Több mint egy hónapig tartott a munka. A csoport kb. 20 m³ követ mozgatott meg a barlang bejáratának megtisztítása közben. Nagyon nehéz körülmények között végezték a munkát a csoport tagjai. A bejárat lefelé szűkülő, helyenként majdnem függőleges kürtő. Nagy gondot okozott a kitermelt kövek elhelyezése. Az Óbudai Szeszgyár Kinizsi Sportkör Barlangkutató Csoport 1966-ban, a korábban újra kibontott Harcsaszájú-barlangra szerelt egy vasrácsajtót.

### 1967-től

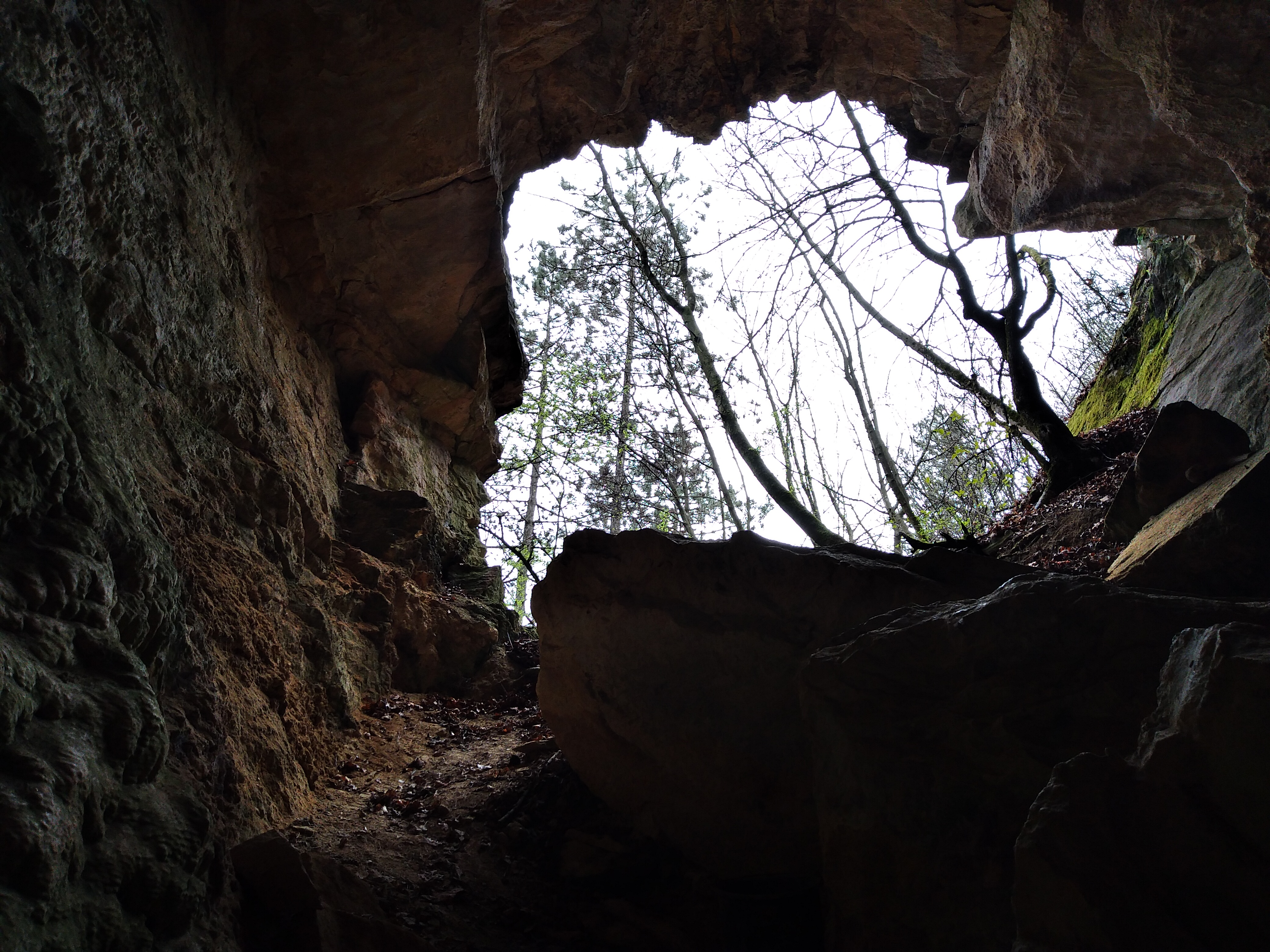
Kilátás a barlangból

Az Óbudai Szeszgyár Kinizsi Sportkör Barlangkutató Csoport 1967. évi jelentésében az olvasható, hogy a csoport 1967-ben, a területen, főleg a Harcsaszájú–Bagyura-barlangrendszer további feltárásán, illetve összefüggések keresésén dolgozott. Felmérték a barlangokat. A kutatásokban nagyon aktívan vettek részt a csoport tagjai. A bontómunkánál többször segítettek az óbudai Gábor Áron Általános Iskola barlangkutatói. A feltáró munkát Palánkai János, a felmérő munkát Vukov Péter vezette. A jelentésbe mellékletként bekerült a barlangrendszer leírása és részletes ismertetése, amelyet Vukov Péter írt. A csoport a VITUKI megbízásából karsztvízszivárgási megfigyeléseket végzett a Harcsaszájú-barlangban. A csepegésmérő műszerek a jósvafői Vass Imre kutatóállomáson Maucha László által konstruáltakhoz hasonlóak voltak, és ezeket saját maguk készítették a csoport tagjai. Palánkai János vezette az észlelési adatokat tartalmazó jegyzőkönyvet. Feldolgozás alatt van az adathalmaz, amely több éven keresztül gyűlt össze. Befejezése után közzé lesznek téve az eredmények.

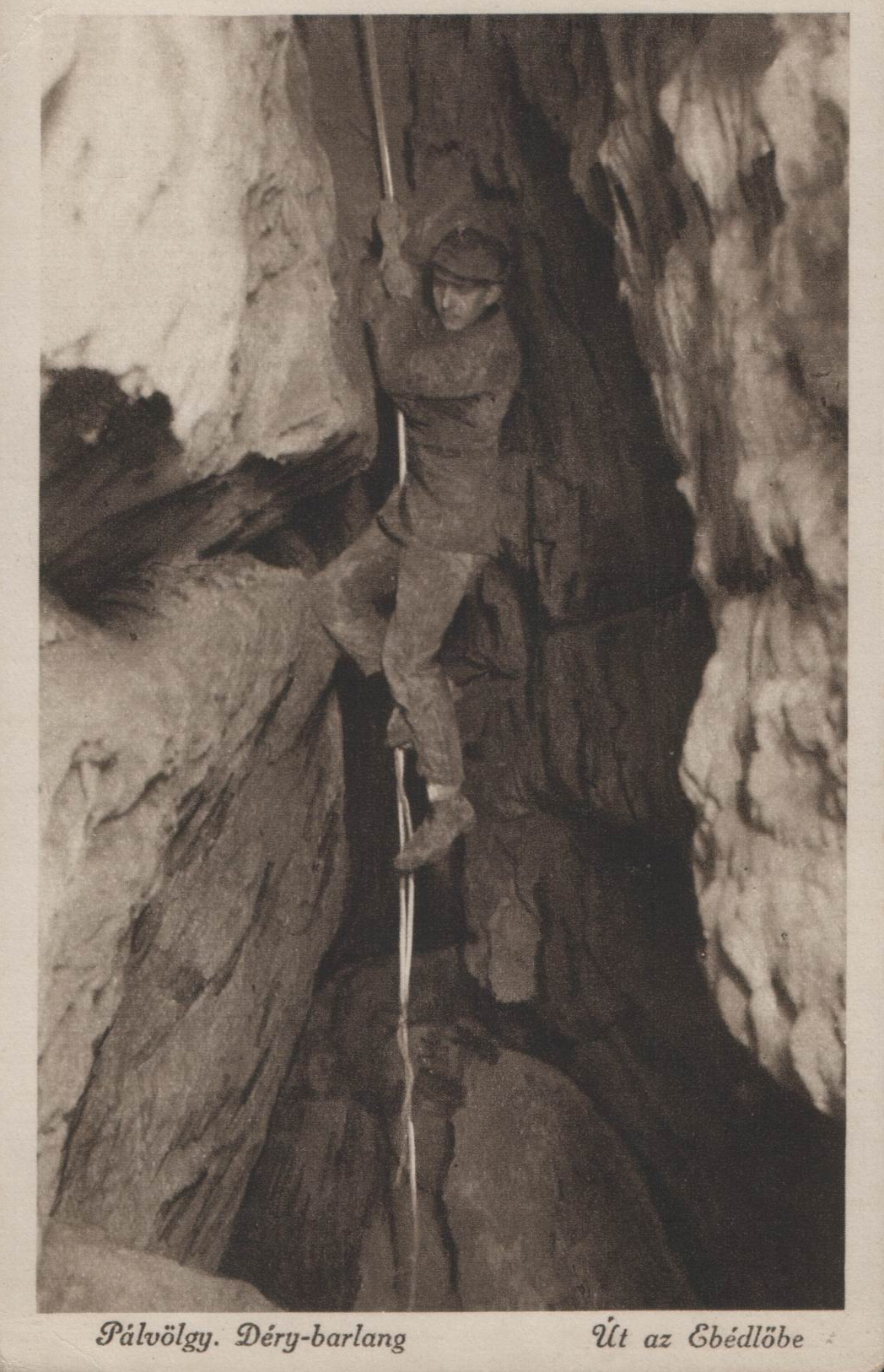
A Harcsaszájú-barlang részlete (Bekey Imre Gábor fényképe)

A kézirat szerint a csoport évek óta foglalkozik a pálvölgyi kőfejtőben lévő Harcsaszájú-barlang és Bagyura-barlang kutatásával. A csoport tagjai már régóta szerették volna felmérni a két barlangot. A felmérő munka 1967 júliusában kezdődött és 1967 végére készült el. A térkép elkészítésére a VITUKI adta a megbízást, de ez csak a Harcsaszájú–Bagyura-barlangrendszer főágára vonatkozott, mert a barlangban karsztvízszivárgási észlelőhelyet akartak berendezni. A mérési eredmények ugyanis a szivárgási hely és a fedőkőzet vastagságának ismeretében dolgozhatók fel. Vukov Péter alaptérképként a pálvölgyi kőfejtőt bemutató, 1:200 méretarányú topográfiai térképet használt. A csoportot legjobban érdeklő rész, a kőfejtő Ny-i sarka vázlatszerűen volt ábrázolva az alaptérképen. A terület alappontjait és magasságilag adott pontjait is feltünteti a térkép. Vukov Péter a Harcsaszájú-barlang bemérését a 12255. számú városi sokszögponthoz (ennek tszf. magassága 212,12 m) viszonyítva végezte.
A felszíni bemérésekhez és a barlangfelmérés egyes szakaszaihoz Wild T-O busszolás tahimétert használt, amelyet a Budapesti Műszaki Egyetem Felsőgeodézia Tanszékétől kapott kölcsön. Megfelelő pontosságú volt a műszer a mérésekkor. Távmérésnél a megbízhatóság ±10 cm, a magasságkülönbségnél ±1 cm volt, vízszintes szögmérésnél a koinoidenciás leolvasó berendezés segítségével ±4–5'-es megbízhatóságú leolvasást lehetett elérni. A távméréshez 3 m hosszú, cm osztású lécet használtak. Ahol a tahiméterrel nem fértek el, a Harcsaszájú-barlang 10. mérési pontjától számítva befelé, ott függőkompaszt használtak szögméréshez, amelynek megbízhatósága ±20' volt. A távolságokat 50 m-es kézi acélszalaggal, cm-es megbízhatósággal mérték. Fokbeosztású klinométert alkalmaztak a dőlések mérésére. A magasságkülönbségeket ennél a mérésnél is cm-es pontossággal számították. Az összes mérésnél vízszintesre redukálták a ferde távolságokat, hogy megszerkeszthessék a térképet. A barlangjáratok összhossza mégis a járatok valódi hossza szerint, az 5. ljubljanai kongresszuson született irányelveknek megfelelően lett megadva.
A felszínen sokszögeléssel határozták meg a barlangok bejáratainak helyeit. A két független sokszögvonal egymáshoz lett csatlakoztatva egy ponton, amelyet a csoport megjelölt, de ez a pont azóta elpusztult. Erről az álláspontról a kőfejtő Ny-i részének barlangbejáratait is bemérték, hogy (a későbbi felmérésekkor) az alaptérképre rászerkeszthetők legyenek. (Vukov Péter a mérés technikáját és a számítás folyamatát nem részletezte a kéziratban, mert bőven van idevonatkozó irodalom ezekről a Karszt és Barlangban.) A Harcsaszájú-barlang 1. számú pontját a bejárati küszöbbe süllyesztett kampós szeg jelzi. Ez 217,37 m tszf. magasságban van. A csoport a fixpontokat is így jelölte meg ideiglenesen, amelyek később, a Szemlő-hegyi-barlangban használt jelekhez hasonlóra lesznek cserélve.

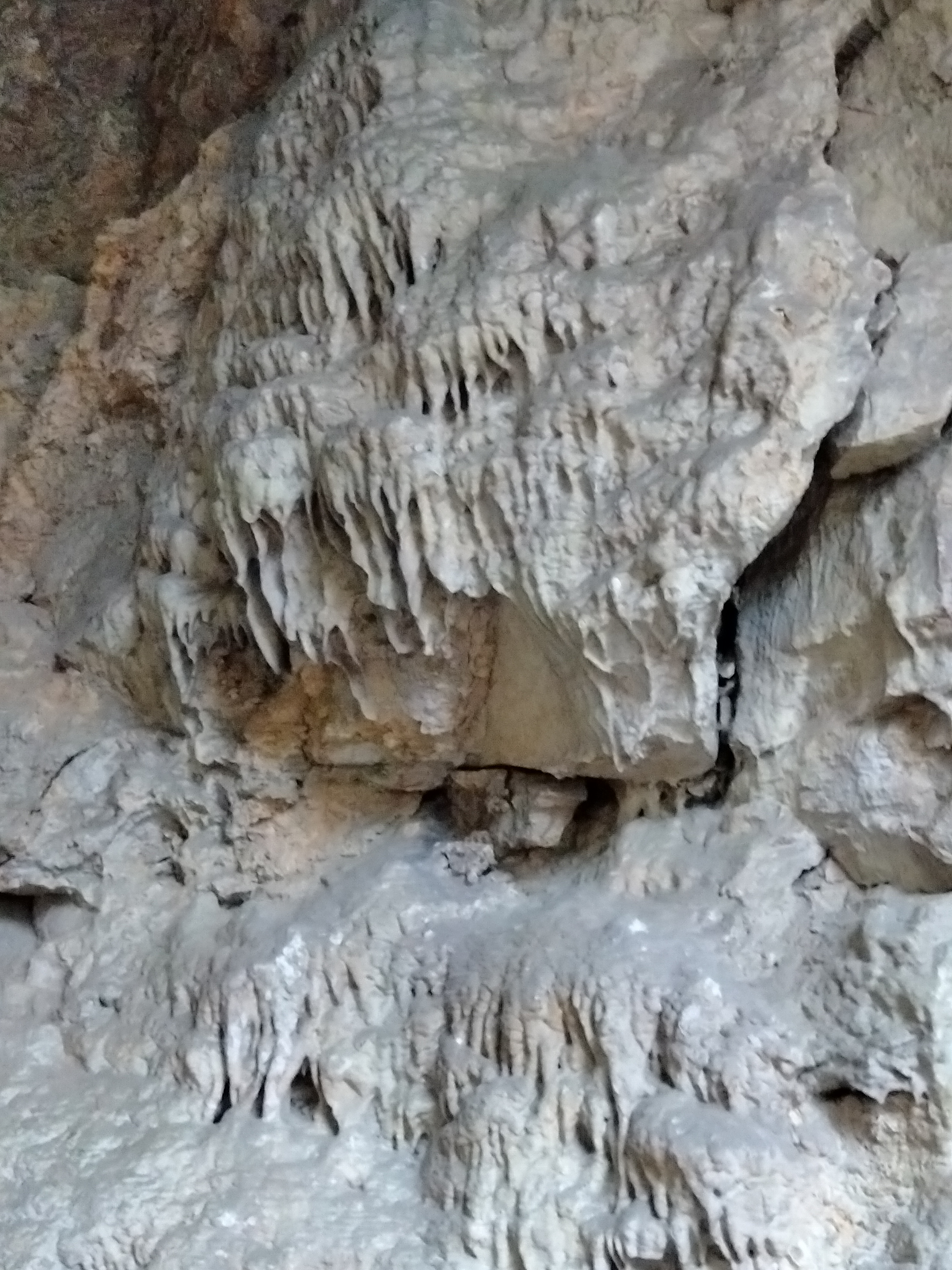
A Harcsaszájú-barlang bejárati részén látható cseppkövek

A 10. számú fixpontig tudtak a csoporttagok busszolás tahiméterrel mérni, de eddig a pontig is volt sok nehézségük. A legtöbb gond a műszer megfelelő megvilágításával volt, mert a mágnestű miatt nem lehetett belevilágítani közelről. A mérőléccel is voltak nehézségek, de egy colstokkal meg lehetett oldani a problémát. A további mérésekkor a legtöbb bonyodalmat a töréspontokat jelölő szegek beverése okozta. Ezt úgy oldották meg, hogy kézifúróval fúrták ki a szeg helyét. Egy helyen, a Cseppkő-kürtőnél függőzéssel lett lejuttatva a pont a további méréshez. A helyszíni munkák legnépszerűtlenebb része a járatok szelvényeinek és alaprajzi metszeteinek felvétele volt. A folyosók magassága ránézés alapján, becsléssel lett megállapítva és ezért méteres nagyságú hiba is lehet a nagyobb szelvényeknél. A Harcsaszájú-barlang felmérésénél használt módszerhez hasonló módszer lett alkalmazva a Bagyura-barlang felmérésekor. A térkép felhasználásával, 1967 őszén sikerült a csoportnak összebontania a Harcsaszájú-barlangot és a Bagyura-barlangot, így a két barlang jelenleg egy barlangrendszert alkot. Ennek javasolt neve Harcsaszájú–Bagyura-barlangrendszer (ez szerepel a térképlapon is).
A barlangrendszer vetületi hossza 194,5 m, valódi hossza pedig 261,9 m. A valódi hosszak az alábbi adatokból állnak: Harcsaszájú-barlang Kopoltyú 43,3 m, főág 163,3 m, emelet pedig 19,1 m (összesen 225,7 m). Bagyura-barlang főhasadék 26,6 m, mellékágak pedig 9,9 m (összesen 36,1 m). Méreteihez képest jelentős a barlangrendszer függőleges kiterjedése. A bejárat és a Guillotine-terem feneke között 40,8 m a szintkülönbség. A végpont ennél kissé magasabban, a bejárattól 37,8 m-rel lejjebb található. Vukov Péter megpróbált fotószelvényezni (a Maucha László és Tóth József féle elképzelés alapján) a barlangrendszerben. Sikerült néhány képet, használható fotószelvényt is készítenie. A szelvényezéssel, mint tudományos diákköri témával is foglalkozott, melynek eredményét később fogja közölni.
A Harcsaszájú-barlang bemért pontjainak tszf. magassági adatai: 217,37 m (1. számú pont), 209,76 m (1/a.), 209,93 m (1/b.), 209,47 m (1/c.), 206,19 m (1/d.), 208,43 m (1/e.), 204,55 m (2.), 208,23 m (2/a.), 202 m (3.), 205,68 m (3/a.), 200,34 m (4.), 193,85 m (5.), 194 m (6.), 194,46 m (7.), 195,06 m (8.), 194,41 m (9.), 193,5 m (10.), 194,95 m (10/a.), 193,12 m (11.), 193,82 m (12.), 193,58 m (13.), 190,23 m (14.), 189,75 m (15.), 183,26 m (16.), 185,47 m (17.), 186,24 m (18.), 185,46 m (19.), 176,52 m (20.), 176,52 m (21.), 181,14 m (22.), 180,56 m (23.), 181,47 m (24.), 196,73 m (30.), 197,82 m (31.), 198,91 m (32.), 200,19 m (33.) és 198,22 m (34. számú pont).

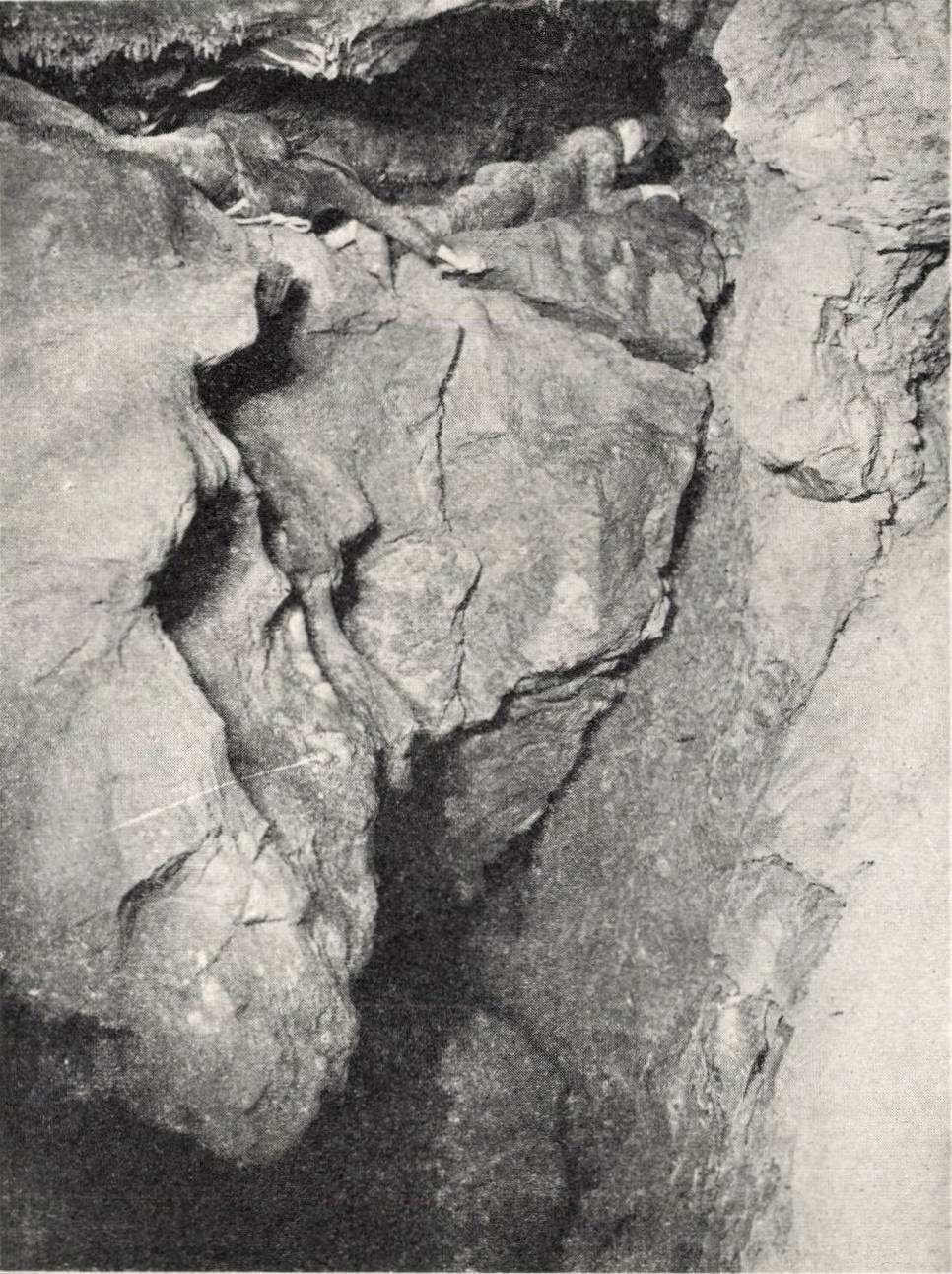
Harcsaszájú-barlang, út a Kápolna felé (Bekey Imre Gábor fényképe)

A Harcsaszájú-barlang első része már régóta, a kőbányászáskor is ismert volt. A 20. század elején tudtak a többi részéről is, de ezek később eltömődtek, részleges feledésbe merültek. A barlang első leírója Bekey Imre Gábor, akinek a Turisták Lapja 1913. márciusi számában jelent meg a Harcsaszájú-barlangot is ismertető publikációja. A behulló kőtörmelék már az ő idejében is sok gondot okozott. Kessler Hubert még emlékezett a továbbvezető nyílásra, melyet útmutatásai alapján bontott ki a csoport. 1963–1964 telén néhány hónapos munka után lett átjárható a szűkület, amelyen az újrafeltárók kis csoportja (Eggenhoffer Péter, Palánkai János, Vukov Péter és Tóth L.) átcsúszhatott. A barlangot 1967-ben zárták le a többi csoport elől, mert a barlangban műszeres csepegésmérések történtek a VITUKI megbízásából és támogatásával.
A barlang 5 m-es bejáratán belépve a Harcsaszáj hatalmas ürege fogadja a látogatót. A törmelékes aljzaton lefelé ereszkedve, két kisebb járat mellett elhaladva érhető el a Kopoltyú. Ennek a szakasznak a DK-i ágából, egy omladékos szűkületen keresztül lehet lejutni a Harcsaszájú-barlang alatt húzódó Bagyura-barlangba. A főágba visszatérve és néhány métert lefelé tovább ereszkedve tűnik elő a Pocakgyalu szűkülete. A szűkület helyenként alig 30×50 cm-es, és enyhén meg is törik a közepe környékén. Innen egy kis terembe, a Trambulinba lehet átjutni. Felfelé 6 m után egy cseppkővel bekérgezett omlásban ér véget a járat. A tátongó mélységbe óvatosan kell leereszkedni, majd egy csúszós és agyagos falon vissza kell lépni a Nyeregig, amely egy kőtömb. A kőtömb a Pannónia-folyosó tetejébe szorult. Balra húzódva a fal mellett egy kis létra segítségével kell leereszkedni a folyosó aljára. DK-i irányban omlás zárja el az utat. Ebben az irányban található a Bagyura-barlang, amely innen csak 8 m-re van, és a kopogtatást is át lehet hallani. ÉNy-i irányba akadálytalanul lehet menni. Itt-ott cseppkövek láthatók. Nemsokára egy másfél méteres omladékra felmászva megpillantható a barlang legszebb cseppkőképződménye, a Zuhatag. Bekey Imre Gábor szerint vastag cseppkőoszlopok vannak ezen a helyen, de ezeknek már csak a nyomai vannak meg.
A Zuhatag után leereszkedve két út közül lehet választani. Vagy áttraverzálva jut át a látogató a Gödör felett, vagy megkerüli azt a Kerengőn. Harmadik lehetőségként fel lehet mászni az emeleti ágba. Itt lett elhelyezve az egyik csepegésmérő készülék. A barlang két szintre oszlása egy omlás miatt van. Az omlás nagyon régen történhetett, mert jelentős cseppkövesedés észlelhető az emeleten. Az Emeleten található legszebb cseppkövek egy kis teremben vannak, ahová csak a vékony barlangkutatók tudnak bejutni. Itt pontosan a látogató alatt van a Cseppkő-kürtő. A főág szintjére visszatérve, omladék között bújkálva lehet eljutni a Cseppkő-kürtőhöz. A kürtőbe leereszkedés előtt érdemes megnézni a kürtő mögött lévő fülkét. A fülkében nagyon szép kalcittelér van, amely az egykori termálvizes tevékenység maradványa. A fülke bejáratánál lett elhelyezve a második csepegésmérő műszer.

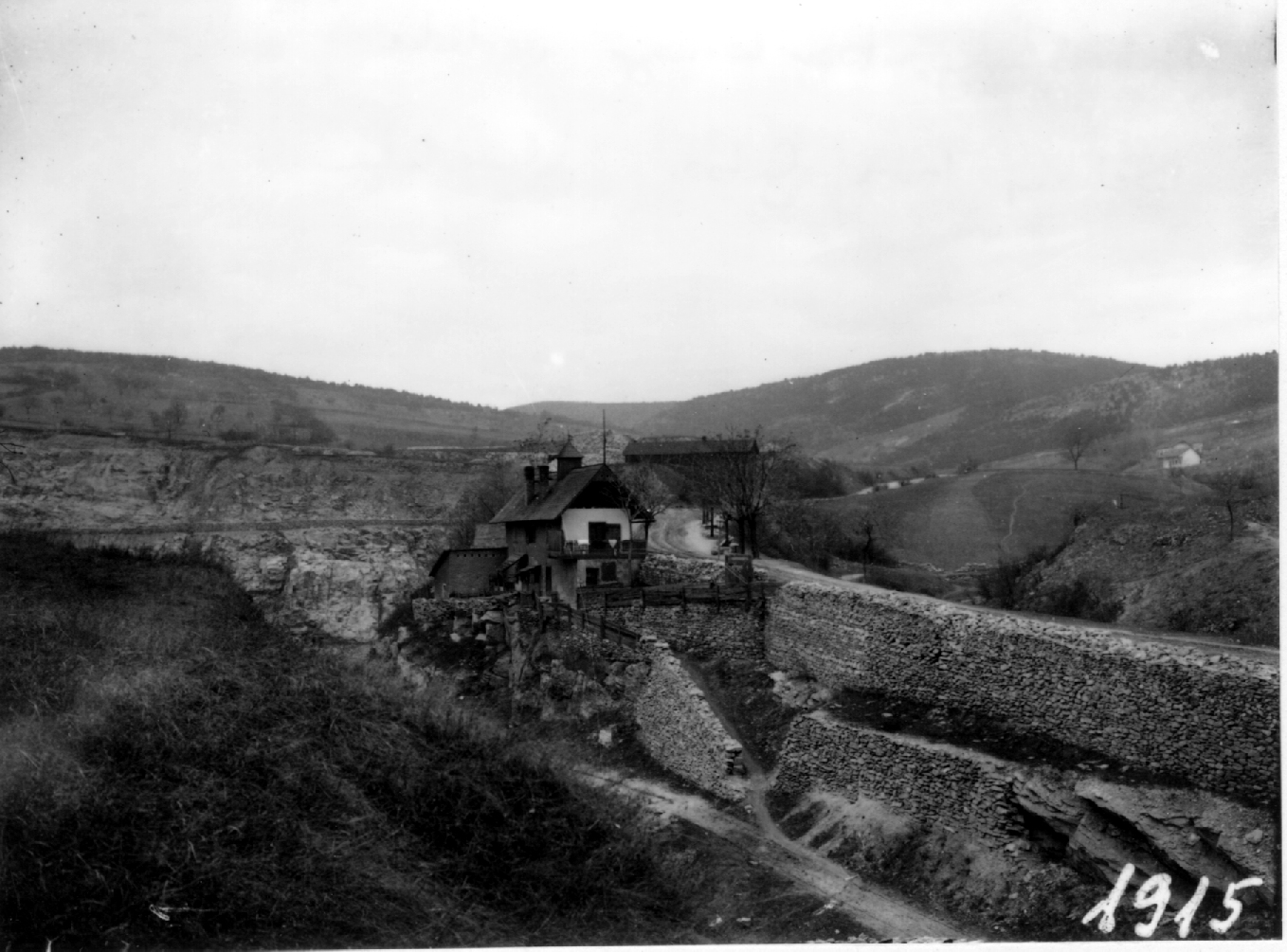
A Harcsaszájú-barlang bejáratának helyet adó kőbánya 1910-ben (Bekey Imre Gábor fényképe)

A Harcsaszájú–Bagyura-barlangrendszer két barlangja a geológiai, morfológiai tájegységet nézve a Szép-völgyhöz tartozik. A Szép-völgy egyik oldalvölgyének becsatlakozásánál, a pálvölgyi kőfejtőben nyílnak. A területen nagyon nehezen különíthető el a briozoás márga és a nummuliteszes mészkő egymástól, de megállapítható, hogy réteghatáruk a Pannónia-folyosó tetejének környékén van. A tektonikának köszönhetik kialakulásukat a barlangok. A törések fő iránya ÉNy–DK, a mellékjáratok erre majdnem merőlegesen helyezkednek el. Mindkét barlang egy ÉNy–DK csapású hasadék mentén keletkezett. Tipikusan tektonikus kialakulásra utalnak a járatok típusai is. A területen a tektonikus mozgásoknak szinte egyenes következménye a termálvizes tevékenység. A törések és velük együtt a hévforrások keletkezése a pliocén végén, az ópleisztocén elején történhetett. A termálvizekből ásványok (kalcit, barit, gejzirit stb.) váltak ki, melyek a barlangok falain láthatók. Melegvizes tevékenységre utalnak a gömbfülkék és az oldásnyomok is. A barlangrendszer egyik részében sincsenek borsókövek.
A barlangok kitöltésére a barna barlangi agyag jellemző, amely helyenként nagyon sok kőtörmelékkel keveredik. A barlangrendszer sok pontján aktív cseppkőképződés figyelhető meg. Pusztuló cseppkőképződmények csak a Harcsaszáj közvetlen közelében vannak. Még nem foglalkozott a barlangok meteorológiai vizsgálatával az Óbudai Szeszgyár Kinizsi Sportkör Barlangkutató Csoport. Vukov Péter a kéziratban köszönetet mondott Varga Magdolnának (egyetemi tanársegéd) és Horváth Jánosnak (az MKBT szpeleokartográfiai szakbizottságának vezetője), akik tanácsaikkal és segítőkészségükkel támogatták a felmérő munkát. Köszönet illeti Kessler Hubertet is, aki függőkompaszát adta a munkához. Vukov Péter segítői voltak még a felmérésben: Eggenhoffer Péter, Erdélyi Tibor, Majláth József, a Miszlai testvérek és ifj. Vukov Konstantin (Vukov Péter öccse), aki a rajzolásánál segített legtöbbet. A jelentéshez mellékelve lett a barlang alaprajz térképe, hosszmetszet térképe és néhány olyan fénykép, amelyek bemutatják a barlangot. A szpeleokartográfiai szakbizottság már kapott a térképből és a teljes leírásból egy példányt. Ez a példány fényképmellékleteket is tartalmaz.
Az Óbudai Szeszgyár Kinizsi Sportkör Barlangkutató Csoport 1968. évi jelentésében az van írva, hogy a csoport egyik legnagyobb munkája a VITUKI megbízásából végzett karsztvízszivárgás-megfigyelés. A csoport már több éve rendszeresen végzi az észleléseket. A régi mérőhengereket felváltották a korszerű csepegésmérő készülékek. A csepegésmérők távregisztálóhoz kapcsolódnak, amely a Pál-völgyi-barlang irodájában lett elhelyezve. Két készülék van a Harcsaszájú-barlangban. Az egyik műszer a barlangban lévő Emeleti-ágban van. A Gábor Áron Barlangkutató Csoport 1969. évi jelentésében szó van arról, hogy a Gábor Áron Barlangkutató Csoport 1969 decemberében felfedezett egy új barlangot, amely a Pálvölgyben, a Harcsaszájú-barlang közelében helyezkedik el. A csoport 1969-ben, a Harcsaszájú-barlangban háromszor (18 órát, 9 fővel) dolgozott.
Az 1969. évi Karszt- és Barlangkutatási Tájékoztatóban meg van említve, hogy az Óbudai Szeszgyár Kinizsi Barlangkutató Csoportja 1967–1968-ban végezte el a Harcsaszájú-barlang és a Bagyura-barlang térképezését. Az Óbudai Szeszgyár Kinizsi SK Barlangkutató Szakosztályának 1969. évi jelentése szerint a csoport korábbi jelentéseiben ismertetve lett, hogy a Harcsaszájú-barlangban évek óta csepegésmérés folyik. A mérőműszerek hasonló konstrukciójúak a jósvafői Vass Imre kutatóállomás műszereihez. 1969-ben néhány hónapig nem történt regisztrálás, mert a VITUKI új számláló szerkezetet bocsátott a szakosztály rendelkezésére. Most nagyobb kapacitással és korszerűbben végezhető az észlelés. Az adatok időhiány miatt nem lettek még értékelve. A feldolgozás után publikálni fogja a szakosztály a többéves mérési eredményeket. A Harcsaszájú-barlangot sikerült biztonságosan lezárni.

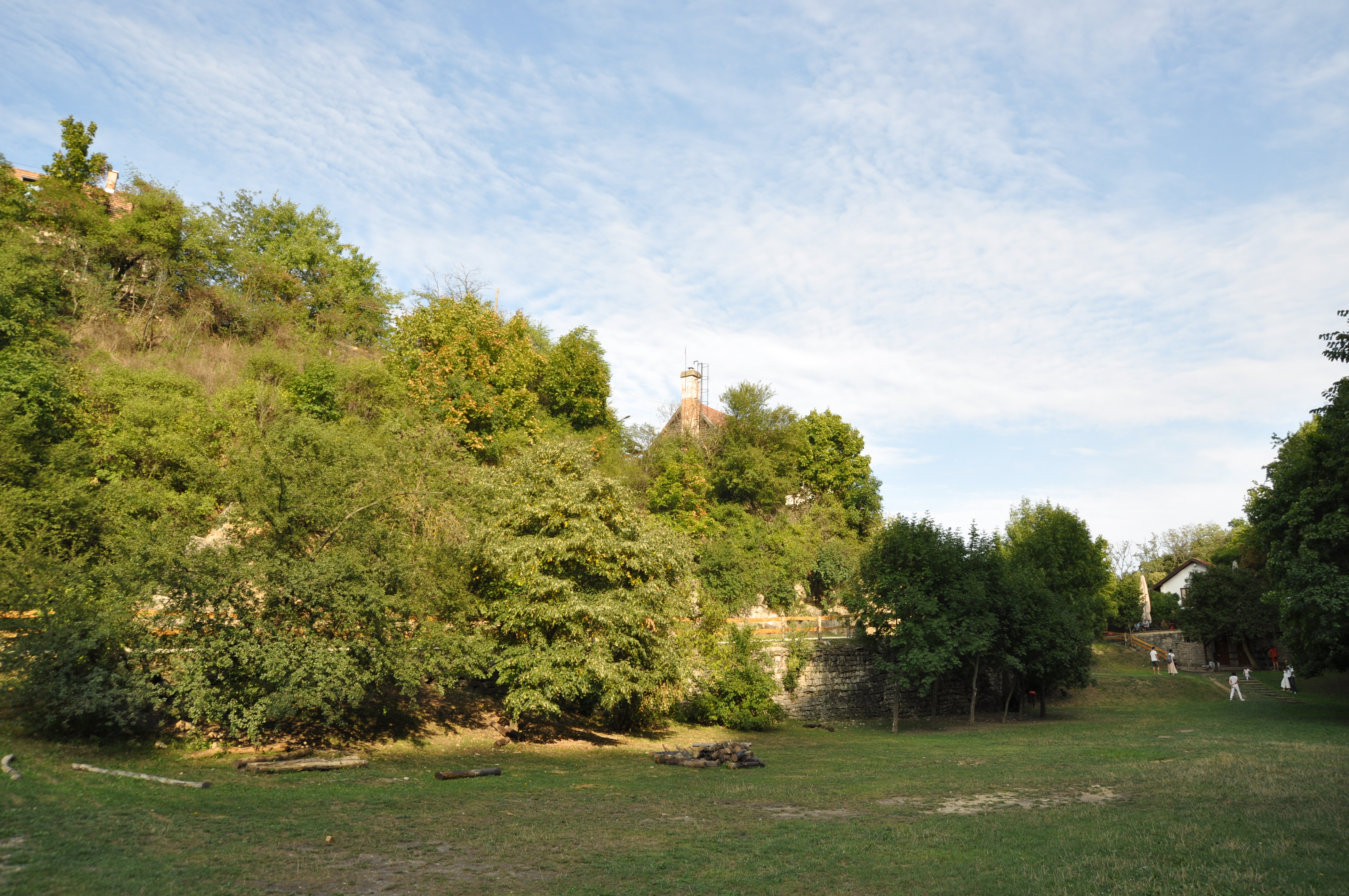
Részlet a pálvölgyi kőbánya alsó részéből

Az 1973-ban napvilágot látott Budapest lexikonban külön címszóban van ismertetve a barlang. A lexikonban meg van említve, hogy a Déry-barlang (Harcsaszájú-barlang) a Pál-völgyi-barlang mellett, annak kőfejtőjéből, tág üreggel nyílik. A nummuliteszes mészkőben keletkezett, hévizes eredetű Harcsaszájú-barlang kb. 100 m hosszú és 40 m függőleges kiterjedésű. Leginkább függőleges szűk aknákból áll, de vízszintes járatok is vannak benne. Napjainkban már pusztuló állapotot mutat. Szép cseppkövek figyelhetők meg a barlangban, főleg alsó járataiban. A nagyon nehezen járható barlang az első kutatójáról, Déry Józsefről kapta nevét.
Az 1976-ban befejezett, Magyarország barlangleltára című kéziratban az olvasható, hogy a Budapest II. kerületében lévő Harcsaszájú barlang további nevei Látóhegyi barlang, Öreg-barlang és Déry-barlang. A pál-völgyi kőfejtő Ny-i sarkában, a Kőbánya-barlang felett helyezkedik el. Az omladékos hasadékbarlang bejárata tátongó. A 225 m hosszú és 30 m mély barlang kötött létszámú gyakorlótúrákhoz megfelelő. Kissé veszélyes (?). A kézirat Harcsaszájú barlangra vonatkozó része 1 publikáció alapján lett írva. A Kőbánya-barlang a Látóhegyi-barlang alatt, ugyanannak a hasadéknak mélyebb részén található. A Kőbánya-barlang 1967 óta a Harcsaszájú-barlanggal összefügg.
A Bertalan Károly és Schőnviszky László által összeállított, 1976-ban megjelent Magyar barlangtani bibliográfia barlangnévmutatójában meg van említve a Budai-hegységben lévő barlang Látó-hegyi-barlang néven Déry-barlang, Harcsaszáju-barlang és Öreg-barlang névváltozatokkal. A barlangnévmutatóban fel van sorolva 12 irodalmi mű, amelyek foglalkoznak a barlanggal. Az 1977. évi Karszt és Barlang angol nyelvű különszámában megjelent, The longest and deepest caves of Hungary (December 31, 1975) című közleményből megtudható, hogy a Budai-hegységben fekvő, 225 m hosszú Harcsaszájú Cave (vagy Bagyura Cave) 1975. december 31-én Magyarország 45. leghosszabb barlangja. A Honvéd Osztyapenkó SE Bekey Imre Gábor Barlangkutató Csoportnak 1982-ben volt kutatási engedélye a pál-völgyi kőfejtő barlangjainak kutatásához.
Az 1984-ben kiadott, Magyarország barlangjai című könyvben szó van arról, hogy a pál-völgyi kőfejtőben található barlangok közül csak a bánya sarkában tátongó Látóhegyi-barlang, a jelenlegi Harcsaszájú-barlang volt ismert 1900 környékén. A kiadvány országos barlanglistájában, a Budai-hegység barlangjainak felsorolásában szerepel a barlang Harcsaszájú és Bagyura-barlang néven, Öreg-barlang, Déry-barlang, Kőfejtő-barlang és Róka-barlang névváltozatokkal. A listához kapcsolódóan látható a Dunazug-hegység barlangjainak földrajzi elhelyezkedését bemutató, 1:500 000-es méretarányú térképen a barlang földrajzi elhelyezkedése.
A 2003-ban kiadott, Magyarország fokozottan védett barlangjai című könyvben publikálva lett a Pálvölgyi–Mátyáshegyi-barlangrendszer árnytérképe (Országos Barlangnyilvántartás, Bekey Imre Gábor Barlangkutató Csoport, Kárpát József és Takácsné Bolner Katalin, 1980–2001). A térképen a Harcsaszájú-barlang árnytérképe is látható. A 2005-ben megjelent, Magyar hegyisport és turista enciklopédia című kiadványban meg van említve, hogy Bekey Imre Gábor bejárta és ismertette a pál-völgyi kőfejtő üregeit. A Bekey Imre Gábor Barlangkutató Csoport célja a pál-völgyi kőfejtőnek és barlangjainak kutatása, védelme, felügyelete és népszerűsítése. A Pannónia Turista Egyesület Barlangkutató Szakosztálya 1919-ben, Scholtz Pál Kornél vezetése által alakult szervezet, melynek tevékenysége leginkább a Pál-völgyi-barlang és az annak közelében lévő barlangok népszerűsítésére és feltárására irányult. A Rózsadomb és Vidéke Egyesület 1938-ban elhatározta, hogy mozgalmat indít a Budapest II. kerületében lévő barlangok feltárására. Abban az időben már jól ismert volt a Pál-völgyi-barlang, a Ferenc-hegyi-barlang és a Szemlő-hegyi-barlang, a kisebb üregek között tartották nyilván a Harcsaszájú-barlangot.

## További irodalom
- Kadić Ottokár: Budapest a barlangok városa. Földtani Értesítő, 1937. (2. évf.) 1. sz. 10–14., 101–105., 134–140., 177–181. old.
- Kerekes József: A budakörnyéki hévvizes barlangokról. Földrajzi Zsebkönyv, 1944. (6. évf.) 21–33. old.
- P. L. [Puskás Lajos]: Nemrég történt... Kárpáti Hangok, 1937. (2. évf.) 15. old. (Mentés a Harcsaszájú-barlangból.)
- Péchy-Horváth Rezső: Sok feltáratlan szépséget rejtegetnek Magyarország barlangjai. Barlangfürdőt terveznek Görömbölytapolcán? Országjárás, 1942. február 27. (3. [8.] évf. 9. [10.] sz.) 6. old.
- Péchy-Horváth Rezső: Sok feltáratlan szépséget rejtegetnek Magyarország barlangjai. Barlangfürdőt terveznek Görömbölytapolcán? Országjárás, 1942. március 6. (3. [8.] évf. 11. [12.] sz.) 4. old.
- Vigyázó János szerk.: Budai hegyek részletes kalauza. Budapest, 1934. (A harmadik kiadást Strömpl Gábor dolgozta át.)
- –: Budapest „Barlangváros”. Hungaria Magazin, 1941. (6. évf.) 3. sz. 13. old.